# 앤드루 존슨에 대해 채택된 탄핵 조항
앤드루 존슨 미국 대통령에 대한 11개 탄핵소추안이 1868년 3월 2일과 3일 미국 하원에 의해 채택되었는데, 이는 존슨 탄핵의 일부였다. 탄핵 결의안은 이전에 1868년 2월 24일 하원에서 채택되었다. 각 탄핵소추안은 존슨이 미국 상원에서 열리는 탄핵 재판에서 심판받게 될 별도의 혐의였다.
탄핵소추안의 주요 내용은 존슨 대통령이 재임 기간법을 무시하고 육군 장관 에드윈 M. 스탠턴을 해임하고 로렌조 토마스를 임시 육군 장관으로 임명하려 한 것이었다. 이러한 시도는 존슨 탄핵을 직접적으로 촉발한 사건이었다. 그러나 11개 탄핵소추안에는 존슨의 육군 지휘법 위반 혐의와 존슨이 "미국 의회에 불명예, 조롱, 증오, 경멸, 비난을 초래하려 했다"는 혐의를 포함한 여러 다른 주장들도 포함되었다.
탄핵 재판에서 상원의원들은 1868년 5월 16일에 11번째 탄핵소추안에 대한 평결 투표를 했다. 35명의 상원의원들은 존슨에게 유죄를, 19명의 상원의원들은 무죄를 선고했다. 이는 상원이 존슨을 무죄로 선고했음을 의미하며, 유죄를 선고하는 데 필요한 3분의 2 다수에 한 표 차이로 미치지 못했다. 1868년 5월 26일, 상원은 2번째와 3번째 탄핵소추안에 대해 동일한 결과로 투표했다. 상원은 그 후 기한부 연기를 투표하여, 남은 8개의 탄핵소추안에 대한 투표 없이 재판을 종료했다.

## 배경
앤드루 존슨은 1865년 공화당 소속의 대통령이던 에이브러햄 링컨 암살 사건 이후 미국 대통령직에 올랐다. 남부 민주당 소속이었던 존슨은 링컨과 연합 공천으로 1864년 부통령에 당선되었다. 대통령으로서 존슨은 미국 하원과 미국 상원 (두 개의 미국 의회 의회)의 공화당 다수파와 공개적으로 의견 차이를 보였다.
1861년과 1862년에 음모법(1861년과 1862년)이 통과되었다. 이 법안들 중 1861년에 통과된 첫 번째 법안은 나중에 존슨에 대한 일부 탄핵소추안에서 인용되었다.
1866년 늦여름, 존슨 대통령은 1866년 미국 선거를 앞두고 민주당을 위한 캠페인의 일환으로 전국 순회 연설인 "서클 순회"를 시작했다. 이 순회는 존슨에게 역효과를 낳았는데, 그의 무질서하고 독설적인 연설과 무모한 야유자들과의 대결로 인해 전국 신문에 손상된 보도가 이어졌다. 존슨의 희망과는 달리, 1866년 선거에서는 거부권을 무효화할 수 있는 공화당 다수파가 미국 의회의 양원에서 탄생했다. 그 결과, 급진파는 재건을 장악하고 일련의 재건법을 통과시켰는데, 각 법안은 대통령의 거부권을 무시하고 남부 주들이 연방에 완전히 복구되는 데 필요한 요건들을 다루었다. 이 법안들 중 첫 번째는 존슨의 고향인 테네시를 제외한 주들을 5개 군사 구역으로 나누고, 각 주의 정부는 미군 통제하에 놓였다. 또한, 이 주들은 새로운 헌법을 제정하고 미국 수정 헌법 제14조를 비준하며, 흑인 남성들에게 투표권을 보장해야 했다.
1867년 3월, 존슨 대통령은 육군 지휘법에 대해 공식적으로 문제를 제기하며 위헌이라고 주장했음에도 불구하고, 해당 법안이 포함된 세출 예산안에 서명했다. 이 법안 위반 혐의는 나중에 존슨에 대해 채택된 탄핵소추안 9호의 주제가 되었다.

### 존슨 탄핵을 위한 초기 노력
존슨과 공화당이 장악한 의회 간의 갈등은 1866년 이래로 특히 공화당 급진파에 의해 존슨을 탄핵하려는 여러 시도로 이어졌다. 1867년 1월 7일, 하원은 하원 사법위원회가 주관하는 탄핵 조사를 시작하기로 투표했고, 그 결과 1867년 11월 25일 위원회에서 5대 4로 탄핵을 권고하는 투표가 이루어졌다. 그러나 1867년 12월 7일 투표에서 전체 하원은 108대 57로 탄핵을 부결시켰다. 1868년 1월 22일, 하원은 103대 37로 재건에 관한 하원 특별위원회가 주관하는 두 번째 탄핵 조사를 시작하는 결의안을 승인했다.

### 재임 기간법과 존슨의 에드윈 스탠턴 해임 시도
1867년, 의회는 재임 기간법을 통과시키고 존슨의 거부권을 성공적으로 무효화하여 법으로 제정했다. 이 법은 존슨의 권한을 제한하고 미국 육군 장관 에드윈 M. 스탠턴을 존슨이 일방적으로 해임하지 못하도록 보호할 목적으로 제정되었다. 스탠턴은 급진 공화당에 강력하게 동조했으며, 의회 급진 공화당의 재건 정책에 행정부 동맹으로 활동했다. 재임 기간법은 상원이 휴회 중일 때 미국 대통령이 상원에서 인준된 연방 공무원을 정지시키는 권한을 제한했다. 재임 기간법은 대통령이 상원의 조언과 동의로 이전에 임명된 공무원을 상원의 해임 승인 없이 해임하는 것을 방지하기 위해 마련되었다. 법에 따라, 대통령이 상원이 휴회 중일 때 그러한 공무원을 해임하고, 상원이 다시 소집될 때 해임을 비준하지 않기로 투표하면, 대통령은 해당 인물을 복직시켜야 했다. 존슨은 1867년 8월 상원 휴회 기간 동안 스탠턴을 다음 상원 회기 때까지 정지시키고 율리시스 S. 그랜트를 육군 장관 대행으로 임명했다. 상원이 1868년 1월 13일에 소집되었을 때, 35대 6으로 해임을 비준하는 것을 거부했다. 그러나 이 투표를 무시하고 1868년 2월 21일, 존슨 대통령은 로렌조 토마스로 스탠턴을 교체하려 시도했는데, 이는 재임 기간법을 명백히 위반하는 것이었다.
재임 기간법의 공식 명칭은 "특정 민간 직위의 재임 기간을 규제하는 법"이었으며, 존슨의 탄핵에서 채택된 탄핵소추안에서도 이러한 이름으로 언급되었다.

### 하원의 탄핵 결의안 통과
존슨이 스탠턴을 토마스로 교체하려 시도한 바로 그날, 존 코보드가 작성한 존슨 탄핵을 위한 한 문장짜리 결의안은 재건에 관한 하원 특별위원회(존슨에 대한 2차 탄핵 조사를 진행 중이던 위원회)에 회부되었다. 2월 22일, 재건에 관한 하원 특별위원회는 존슨을 중범죄 및 비행으로 탄핵할 것을 권고하는 보고서를 발표하고, 수정된 탄핵 결의안도 보고했다. 2월 24일, 하원은 126대 47로 존슨을 "중범죄 및 비행"으로 탄핵하기로 투표했다. 존슨의 탄핵은 미국 대통령으로서는 처음이었다. 또한 미국 역사상 여섯 번째 연방 탄핵이었다.

## 탄핵소추안 초안 작성

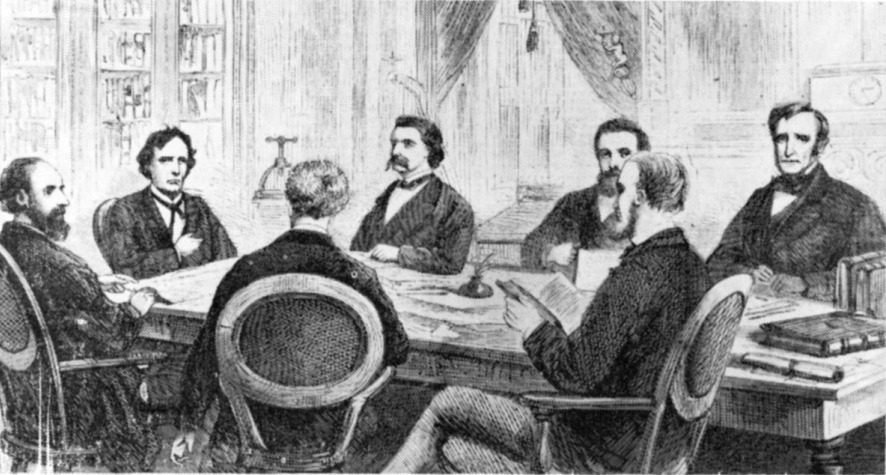
탄핵소추안 초안 작성을 위해 모인 7인 위원회의 삽화. 왼쪽부터: 새디어스 스티븐스, 제임스 F. 윌슨, 해밀턴 워드 (뒤통수), 존 A. 로건, 조지 S. 바우트웰, 조지 워싱턴 줄리언, 존 빙엄

탄핵 결의안 통과 후, 하원은 존슨을 심판할 탄핵소추안 채택에 집중했다. 탄핵 투표와 탄핵소추안 채택 투표를 완전히 분리하는 방식은 최근 미국 연방 탄핵에서 채택된 방식과는 다르다. 최근에는 탄핵소추안 채택을 통해 직접 탄핵이 이루어진다. 그러나 존슨이 탄핵된 방식은 19세기 미국 연방 탄핵의 표준 절차였던 것으로 보인다. 이전 5건의 연방 공무원 탄핵에서도 상원 재판으로 이어지기 전에 탄핵소추안에 대한 투표가 먼저 이루어졌다.
존슨 탄핵 투표 후, 새디어스 스티븐스는 두 가지 결의안을 제출했다. 하나는 통과된 탄핵 결의안을 상원에 제출하고 하원이 "적절한 시기에" 구체적인 탄핵소추안을 제시할 것임을 상원에 알리는 두 명의 위원회원을 두는 것이고, 다른 하나는 탄핵소추안을 준비하고 보고할 7인 위원회를 구성하는 것이었다. 이 결의안들은 7인 위원회에 사람, 서류, 기록을 소환하고 선서 증언을 기록할 권한을 부여했다. 절차적 투표 후, 하원은 스티븐스의 두 결의안을 124대 42의 단일 투표로 승인했다. 공화당 의원 중 반대 투표자는 없었고, 민주당 의원 중 찬성 투표자는 없었다. 하원이 저녁 휴회를 하기 전에, 스카일러 콜팩스 의장은 존 빙엄과 새디어스 스티븐스를 존슨의 탄핵을 상원에 알리는 2인 위원회에 임명했고, 또한 존 빙엄, 조지 S. 바우트웰, 새디어스 스티븐스(모두 재건에 관한 하원 특별위원회 위원이었음)와 조지 워싱턴 줄리언, 하원 사법위원회 의장 제임스 F. 윌슨, 존 A. 로건, 해밀턴 워드를 탄핵소추안 작성을 담당할 7인 위원회에 임명했다. 위원회는 그날 늦게 첫 회의를 개최했다.
위원회는 보통 미국 하원 사법위원회가 사용하던 미국 국회의사당의 회의실에서 회의를 개최했다. 그들은 2일 이내에 탄핵소추안을 발표하고 6일 이내에 하원에서 승인하여 상원에 제출할 빠른 일정을 세웠다.

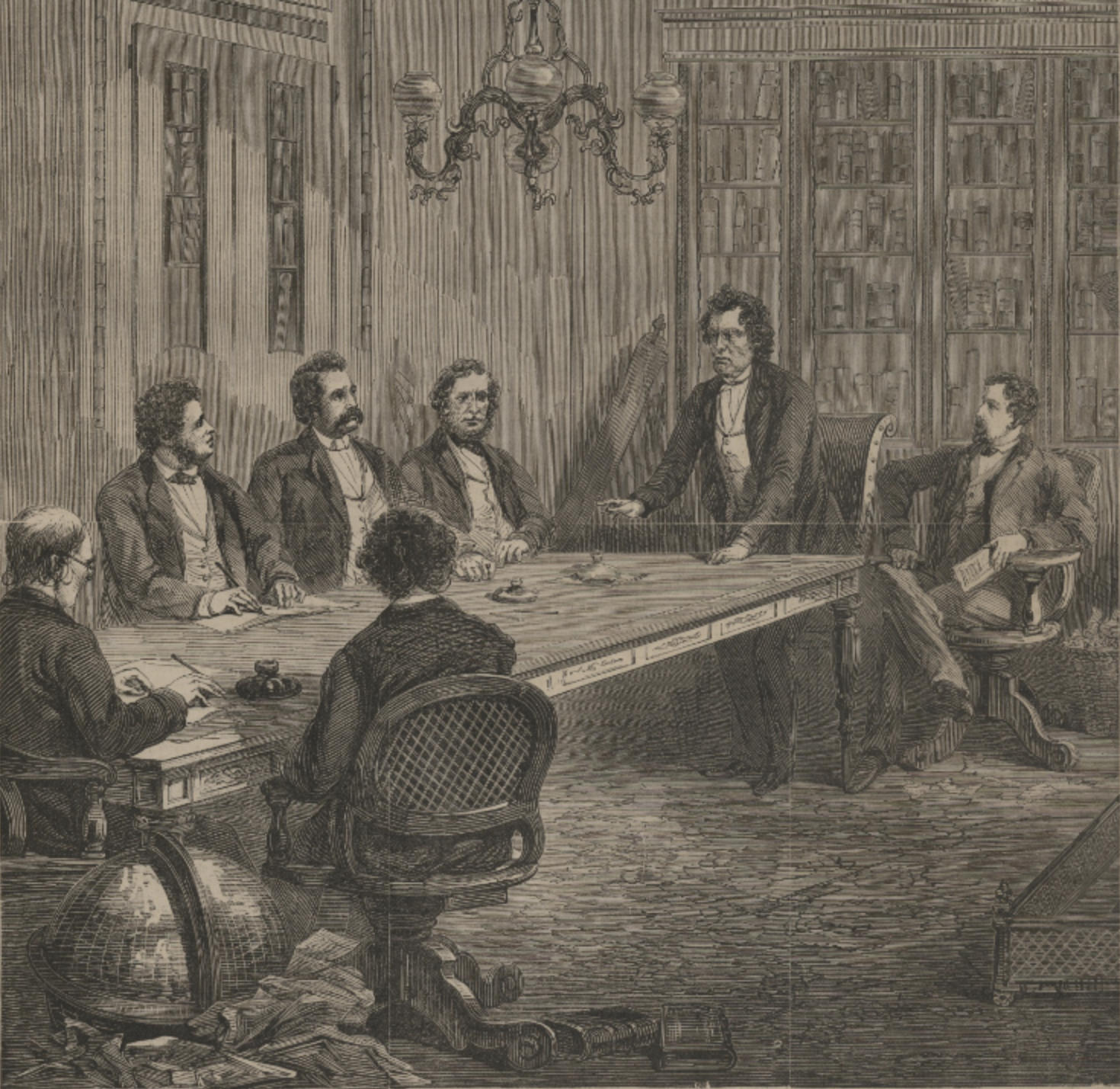
1868년 2월 27일 7인 위원회가 숙고하는 모습의 삽화

새디어스 스티븐스는 당시 인터뷰에서 소위원회 접근 방식이 위원들의 이기심을 반영한다고 묘사했다. 스티븐스는 이 과정이 각 위원이 각자의 탄핵소추안을 개별적으로 작성한 다음, 위원회가 그 결과로 나온 제안된 조항들을 분류하고 취합하는 방식으로 진행되었다고 설명했다. 스티븐스는 이 과정이 위원회가 어떤 조항을 채택할지에 대해 의견 불일치를 초래할 수 있으며, 위원들이 자신이 작성한 조항에 편애를 보일 수 있다고 우려했다.
위원회는 또한 증거를 수집하고 증언을 받았다. 1868년 2월 26일, 위원회는 로렌조 토마스, 워싱턴 주둔군 사령관인 윌리엄 H. 에모리, 그리고 에모리의 부사령관으로부터 증언을 받았다.
위원회 위원들은 1867년 11월 첫 번째 존슨 탄핵 조사가 끝날 때 하원 사법위원회 다수 보고서에서 권고된 혐의들을 포함하지 않기로 결정했다. 뉴욕 타임스는 이 혐의들을 포함하면 "기소의 도덕적, 법적 효과"를 치명적으로 해칠 것으로 보도했다. 위원회에서 최종적으로 작성된 탄핵소추안들은 그 초점이 좁았고, 법적이며 형사 기소를 모델로 했다. 이는 1867년 실패한 존슨 탄핵 시도에서 인용된 광범위한 혐의의 실패에 대한 직접적인 반응이었을 가능성이 높다.
위원회는 몇 개의 탄핵소추안을 채택할지에 대해 이견이 있었다. 일부는 3개 정도를 원했고, 다른 일부는 6개 정도를 원했다. 그러나 결국 더 많은 수의 소추안을 만드는 압력이 우세하여, 최종적으로 8개의 소추안이 작성되었다. 이것은 가능한 실책이었는데, 존슨의 육군 장관 관련 행동에 초점을 맞춘 소추안들이 서로 중복되어 불필요한 복잡성을 야기했기 때문이다. 단일 탄핵소추안으로도 충분했을 것이다. 8개는 재임 기간법 위반에 관한 것이었고, 9번째는 존슨이 그랜트 장군 대행을 무시하고 직접 존슨으로부터 명령을 받도록 윌리엄 H. 에모리 장군에게 압력을 가하여 육군 지휘법을 위반했다고 비난했다.
공화당 급진파인 새디어스 스티븐스 자신은 위원회 내의 급진 공화당원들이 탄핵소추안이 존슨에게 부과할 법 위반의 범위를 제한하기 위해 온건 공화당원에게 너무 많이 양보하고 있다고 느꼈다. 그는 벤저민 프랭클린 버틀러에게 편지를 써서, 스티븐스가 이미 위원회가 작성한 7개 외에 2개의 추가 소추안을 추가하기 위해 노력하는 동안, 버틀러가 위원회 외부에서 자신만의 별도 탄핵소추안을 작성할 것을 제안했다. 버틀러는 이 제안을 수락했다.

## 탄핵소추안 채택

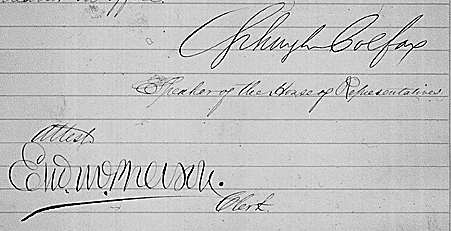
11개 탄핵소추안 공식 사본에 대한 스카일러 콜팩스 하원의장 (오른쪽 상단)의 서명 및 미국 하원 사무처장 에드워드 맥퍼슨 (왼쪽 하단)의 증명

### 1868년 3월 2일

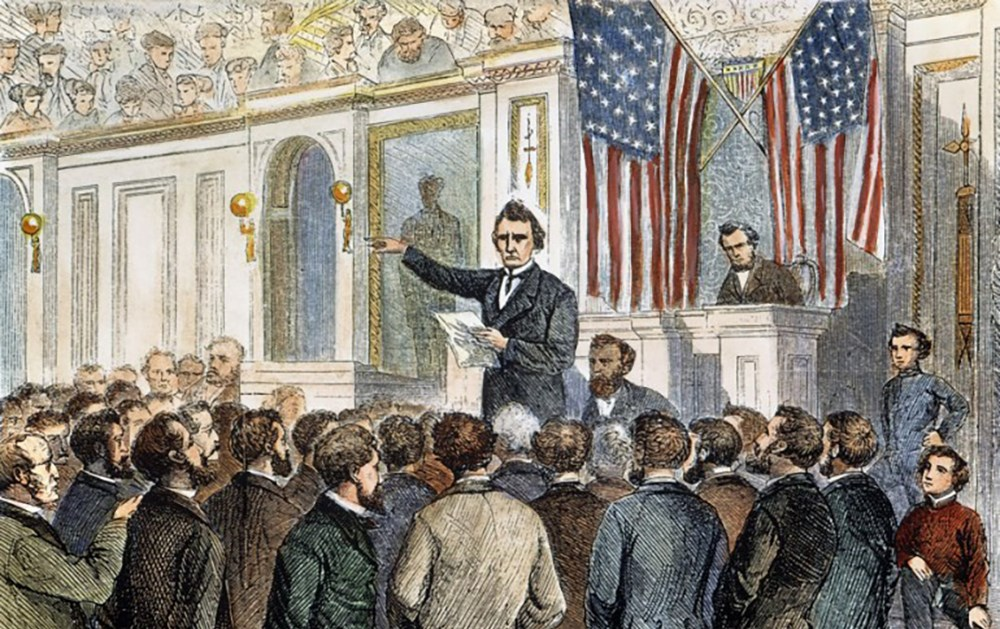
1868년 3월 2일 토론 중 새디어스 스티븐스의 연설 삽화

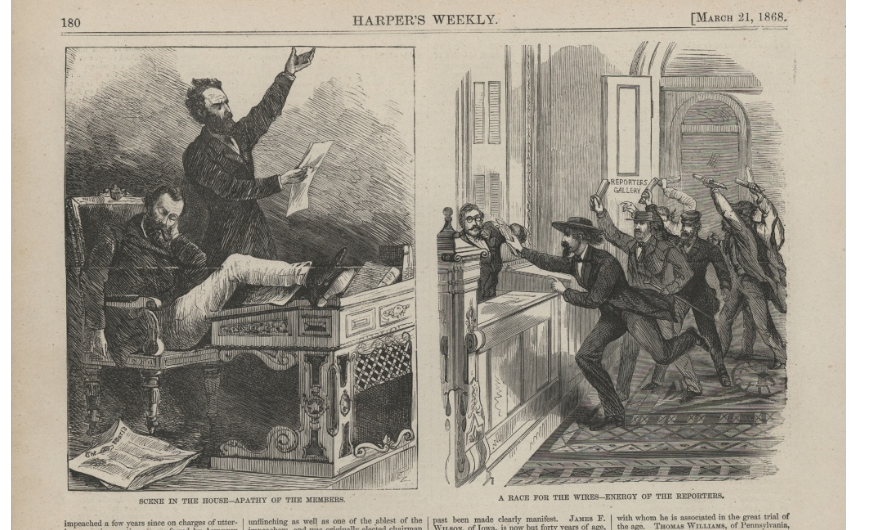
일련의 삽화. 왼쪽 삽화는 민주당 의원 앨버트 G. 버 (왼쪽)가 잠들어 있는 동안 공화당 의원 존 윈트롭 챈러가 탄핵소추안 채택에 대한 토론 중 큰 소리로 연설하는 모습을 묘사한다. 오른쪽 삽화는 탄핵소추안이 발표되자마자 기자들이 전신 사무실로 달려가는 모습을 묘사한다.

7인 위원회를 대표하여 바우트웰은 1868년 2월 29일 하원에 10개의 제안된 탄핵소추안을 전달했다. 많은 급진 공화당원들은 이 소추안들이 존슨의 두 가지 특정 행동(스탠턴을 해임하려는 노력과 육군 지휘법 위반 혐의)에 너무 좁게 초점을 맞추고 있으며, 그들이 문제 삼은 존슨의 다른 많은 비행들을 배제했다고 느꼈다. 소추안들이 제시되었을 때, 많은 하원 공화당원들은 제출된 소추안들이 제대로 구상되지 않았다고 보며 실망했다. 일부 의원들은 하원이 예정된 3월 1일과 2일에 소추안을 논의하지 않고, 제안된 일련의 소추안이 가진 결함을 보완하기 위해 소추안 채택 과정을 늦출 것을 촉구했다. 3월 2일, 하원은 7인 위원회가 제출한 9개의 탄핵소추안을 비준하기로 투표했다.

3월 2일 토론이 끝날 때, 새디어스 스티븐스는 연단에 올라 7인 위원회가 존슨에게 너무 관대하다고 비판했다. 그는 다음과 같이 선언했다. 
이렇게 대단한 범죄자가 앤드루 존슨만큼 온화하게 대우받은 적은 없다. 국민은 그의 범죄를 자신들의 수치—그의 큰 범죄와 비행을 오랫동안 참아온 수치—와 섞어 자신들의 나라 기록을 더럽히기를 원치 않았다.

 스티븐스는 또한 위원회가 "대통령을 온화하게 다루려는" 결정을 내렸으며, 많은 범죄를 소추안에서 제외하고 "가장 사소한 범죄와 비행"만을 포함했다고 주장했다. 그는 하원에 제출된 소추안이 존슨이 미국 통치 구조를 얼마나 위험에 빠뜨렸는지 다루지 못했다고 주장했다. 그럼에도 불구하고 그는 위원회의 각 소추안이 여전히 정당한 혐의라고 선언하며, "불운한 남자"가 차지하고 있는 대통령직을 국가에서 제거하기 위해 각 소추안이 어떻게 승인되어야 하는지에 대해 길게 언급했다.
스티븐스가 발언을 마치자, 바우트웰은 수정된 탄핵소추안을 제출했고, 위원회에서 제안된 소추안은 이제 9개뿐이었다. 하원은 추가 소추안을 고려하려는 여러 동의를 부결시켰고, 이어서 벤저민 버틀러는 스티븐스의 요청에 영감을 받아 법 위반을 명확히 명시하지 않고 "미국 의회를 불명예, 조롱, 증오, 경멸, 비난을 초래하려 했다"고 존슨을 기소한 자신만의 긴 탄핵소추안을 제출했다. 이 소추안은 존슨이 "서클 순회" 중에 한 연설에 대한 응답으로 작성되었다. 버틀러의 탄핵 결의안에 대한 발언은 매우 길었고, 이는 스티븐스를 포함한 많은 사람들을 좌절시켰다. 하원은 버틀러의 소추안을 신속하게 부결시킨 후, 위원회의 9개 소추안 전체를 하나씩 승인했다.
| 1868년 3월 2일, 투표 총계          | 1868년 3월 2일, 투표 총계           | 1868년 3월 2일, 투표 총계           | 1868년 3월 2일, 투표 총계           | 1868년 3월 2일, 투표 총계           | 1868년 3월 2일, 투표 총계           | 1868년 3월 2일, 투표 총계 |
| 벤저민 프랭클린 버틀러가 발의한 안 | 당파                                | 당파                                | 당파                                | 당파                                | 당파                                | 총 투표                   |
| 벤저민 프랭클린 버틀러가 발의한 안 | 민주당 (미국)                       | 공화당 (미국)                       | 보수당                              | 보수 공화당                         | 독립 공화당                         | 총 투표                   |
| ---------------------------------- | ----------------------------------- | ----------------------------------- | ----------------------------------- | ----------------------------------- | ----------------------------------- | ------------------------- |
| 찬성                               | 국회 회의록에 상세한 호명 기록 없음 | 국회 회의록에 상세한 호명 기록 없음 | 국회 회의록에 상세한 호명 기록 없음 | 국회 회의록에 상세한 호명 기록 없음 | 국회 회의록에 상세한 호명 기록 없음 | 048                       |
| 반대                               | 국회 회의록에 상세한 호명 기록 없음 | 국회 회의록에 상세한 호명 기록 없음 | 국회 회의록에 상세한 호명 기록 없음 | 국회 회의록에 상세한 호명 기록 없음 | 국회 회의록에 상세한 호명 기록 없음 | 074                       |
| 1호 소추안                         | 당파                                | 당파                                | 당파                                | 당파                                | 당파                                | 총 투표                   |
| 1호 소추안                         | 민주당 (미국)                       | 공화당 (미국)                       | 보수당                              | 보수 공화당                         | 독립 공화당                         | 총 투표                   |
| 찬성                               | 000                                 | 127                                 | 000                                 | 000                                 | 000                                 | 127                       |
| 반대                               | 040                                 | 000                                 | 000                                 | 001                                 | 001                                 | 042                       |
| 2호 소추안                         | 당파                                | 당파                                | 당파                                | 당파                                | 당파                                | 총 투표                   |
| 2호 소추안                         | 민주당 (미국)                       | 공화당 (미국)                       | 보수당                              | 보수 공화당                         | 독립 공화당                         | 총 투표                   |
| 찬성                               | 000                                 | 124                                 | 000                                 | 000                                 | 000                                 | 124                       |
| 반대                               | 039                                 | 000                                 | 000                                 | 001                                 | 001                                 | 041                       |
| 3호 소추안                         | 당파                                | 당파                                | 당파                                | 당파                                | 당파                                | 총 투표                   |
| 3호 소추안                         | 민주당 (미국)                       | 공화당 (미국)                       | 보수당                              | 보수 공화당                         | 독립 공화당                         | 총 투표                   |
| 찬성                               | 001                                 | 123                                 | 000                                 | 000                                 | 000                                 | 124                       |
| 반대                               | 038                                 | 000                                 | 000                                 | 001                                 | 001                                 | 040                       |
| 4호 소추안                         | 당파                                | 당파                                | 당파                                | 당파                                | 당파                                | 총 투표                   |
| 4호 소추안                         | 민주당 (미국)                       | 공화당 (미국)                       | 보수당                              | 보수 공화당                         | 독립 공화당                         | 총 투표                   |
| 찬성                               | 001                                 | 116                                 | 000                                 | 000                                 | 000                                 | 117                       |
| 반대                               | 039                                 | 000                                 | 000                                 | 000                                 | 001                                 | 040                       |
| 5호 소추안                         | 당파                                | 당파                                | 당파                                | 당파                                | 당파                                | 총 투표                   |
| 5호 소추안                         | 민주당 (미국)                       | 공화당 (미국)                       | 보수당                              | 보수 공화당                         | 독립 공화당                         | 총 투표                   |
| 찬성                               | 000                                 | 127                                 | 000                                 | 000                                 | 000                                 | 127                       |
| 반대                               | 040                                 | 000                                 | 000                                 | 001                                 | 001                                 | 042                       |
| 6호 소추안                         | 당파                                | 당파                                | 당파                                | 당파                                | 당파                                | 총 투표                   |
| 6호 소추안                         | 민주당 (미국)                       | 공화당 (미국)                       | 보수당                              | 보수 공화당                         | 독립 공화당                         | 총 투표                   |
| 찬성                               | 000                                 | 127                                 | 000                                 | 000                                 | 000                                 | 127                       |
| 반대                               | 040                                 | 000                                 | 000                                 | 001                                 | 001                                 | 042                       |
| 7호 소추안                         | 당파                                | 당파                                | 당파                                | 당파                                | 당파                                | 총 투표                   |
| 7호 소추안                         | 민주당 (미국)                       | 공화당 (미국)                       | 보수당                              | 보수 공화당                         | 독립 공화당                         | 총 투표                   |
| 찬성                               | 000                                 | 127                                 | 000                                 | 000                                 | 000                                 | 127                       |
| 반대                               | 040                                 | 000                                 | 000                                 | 001                                 | 001                                 | 042                       |
| 8호 소추안                         | 당파                                | 당파                                | 당파                                | 당파                                | 당파                                | 총 투표                   |
| 8호 소추안                         | 민주당 (미국)                       | 공화당 (미국)                       | 보수당                              | 보수 공화당                         | 독립 공화당                         | 총 투표                   |
| 찬성                               | 000                                 | 127                                 | 000                                 | 000                                 | 000                                 | 127                       |
| 반대                               | 040                                 | 000                                 | 000                                 | 001                                 | 001                                 | 042                       |
| 9호 소추안                         | 당파                                | 당파                                | 당파                                | 당파                                | 당파                                | 총 투표                   |
| 9호 소추안                         | 민주당 (미국)                       | 공화당 (미국)                       | 보수당                              | 보수 공화당                         | 독립 공화당                         | 총 투표                   |
| 찬성                               | 000                                 | 108                                 | 000                                 | 000                                 | 000                                 | 108                       |
| 반대                               | 039                                 | 000                                 | 000                                 | 001                                 | 001                                 | 041                       |

### 1868년 3월 3일

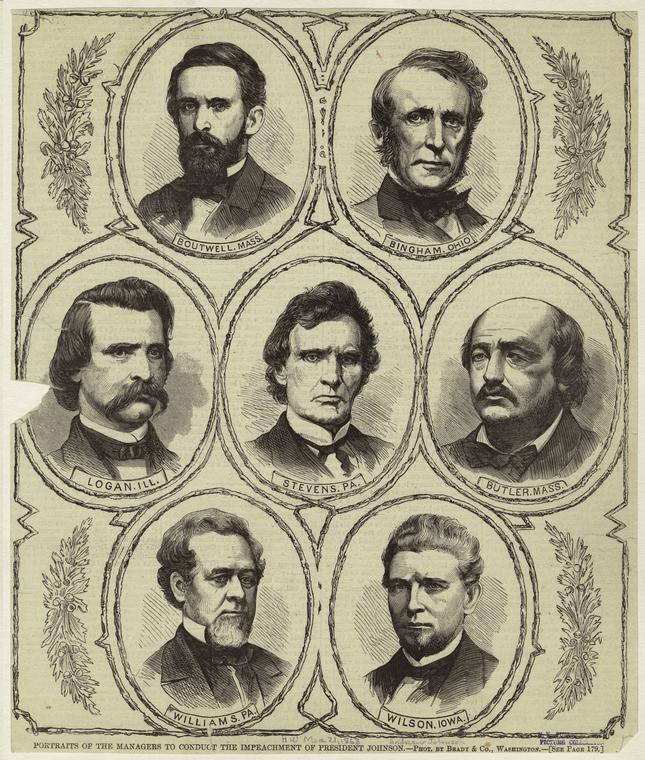
1868년 3월 3일, 하원 탄핵 매니저 (삽화)는 두 개의 추가 탄핵소추안 통과를 성공적으로 요청했다

3월 2일 탄핵소추안 채택 후, 하원은 상원 탄핵 재판에서 검사 역할을 할 탄핵 매니저를 임명했다. 다음 날, 상원에 제시할 사건을 강화하기 위해 탄핵 매니저들은 하원에 추가 혐의를 고려해 줄 것을 요청했다. 먼저, 매니저들은 이전에 버틀러가 제안했던 소추안을 10호 소추안으로 재도입하여 보고했다. 이는 승인되었다. 그 후, 새디어스 스티븐스와 제임스 F. 윌슨이 작성한 11호 소추안은 압도적인 표차로 토론 없이 승인되었다. 11호 소추안은 존슨이 취임 선서에서 "법률이 충실히 집행되도록 주의를 기울이겠다"는 맹세를 위반했다고 비난했다. 이는 미국 제39차 의회가 재건되지 않은 주들이 제외되어 미국 일부만을 대표하므로 헌법에 따라 입법 권한이나 미국의 헌법 개정안을 제안할 권한이 없다고 선언했기 때문이었다.
| 1868년 3월 3일, 투표 총계 | 1868년 3월 3일, 투표 총계 | 1868년 3월 3일, 투표 총계 | 1868년 3월 3일, 투표 총계 | 1868년 3월 3일, 투표 총계 | 1868년 3월 3일, 투표 총계 | 1868년 3월 3일, 투표 총계 |
| 10호 소추안               | 당파                      | 당파                      | 당파                      | 당파                      | 당파                      | 총 투표                   |
| 10호 소추안               | 민주당 (미국)             | 공화당 (미국)             | 보수당                    | 보수 공화당               | 독립 공화당               | 총 투표                   |
| ------------------------- | ------------------------- | ------------------------- | ------------------------- | ------------------------- | ------------------------- | ------------------------- |
| 찬성                      | 000                       | 088                       | 000                       | 000                       | 000                       | 088                       |
| 반대                      | 031                       | 012                       | 000                       | 001                       | 001                       | 045                       |
| 11호 소추안               | 당파                      | 당파                      | 당파                      | 당파                      | 당파                      | 총 투표                   |
| 11호 소추안               | 민주당 (미국)             | 공화당 (미국)             | 보수당                    | 보수 공화당               | 독립 공화당               | 총 투표                   |
| 찬성                      | 000                       | 109                       | 000                       | 000                       | 000                       | 109                       |
| 반대                      | 030                       | 000                       | 000                       | 001                       | 001                       | 032                       |

### 개별 하원 의원 투표 상세표
| 지역구            | 의원                       | 당파 | 당파        | 소추안 투표        | 소추안 투표        | 소추안 투표        | 소추안 투표        | 소추안 투표        | 소추안 투표        | 소추안 투표        | 소추안 투표        | 소추안 투표        | 소추안 투표        | 소추안 투표        |
| 지역구            | 의원                       | 당파 | 당파        | 1호                | 2호                | 3호                | 4호                | 5호                | 6호                | 7호                | 8호                | 9호                | 10호               | 11호               |
| ----------------- | -------------------------- | ---- | ----------- | ------------------ | ------------------ | ------------------ | ------------------ | ------------------ | ------------------ | ------------------ | ------------------ | ------------------ | ------------------ | ------------------ |
| Kentucky 8        | 조지 매디슨 애덤스         |      | 민주당      | 반대               | 반대               | 반대               | 반대               | 반대               | 반대               | 반대               | 반대               | 반대               | 반대               | 반대               |
| Iowa 3            | 윌리엄 B. 앨리슨           |      | 공화당      | 찬성               | 찬성               | 찬성               | 찬성               | 찬성               | 찬성               | 찬성               | 찬성               | 찬성               | 찬성               | 찬성               |
| Massachusetts 2   | 오크스 에임스              |      | 공화당      | 찬성               | 찬성               | 찬성               | 찬성               | 찬성               | 찬성               | 찬성               | 찬성               | 찬성               | 찬성               | 찬성               |
| Missouri 9        | 조지 워싱턴 앤더슨         |      | 공화당      | 찬성               | 찬성               | 찬성               | 찬성               | 찬성               | 찬성               | 찬성               | 찬성               | 불참               | 불참               | 불참               |
| Maryland 2        | 스티븐슨 아처              |      | 민주당      | 반대               | 반대               | 반대               | 반대               | 반대               | 반대               | 반대               | 반대               | 반대               | 반대               | 반대               |
| Tennessee 6       | 새뮤얼 메이스 아넬         |      | 공화당      | 찬성               | 찬성               | 찬성               | 찬성               | 찬성               | 찬성               | 찬성               | 찬성               | 찬성               | 불참               | 불참               |
| Nevada at-large   | 델로스 R. 애슐리           |      | 공화당      | 찬성               | 찬성               | 찬성               | 찬성               | 찬성               | 찬성               | 찬성               | 찬성               | 찬성               | 반대               | 찬성               |
| Ohio 10           | 제임스 미첼 애슐리         |      | 공화당      | 찬성               | 찬성               | 찬성               | 찬성               | 찬성               | 찬성               | 찬성               | 찬성               | 찬성               | 찬성               | 찬성               |
| California 1      | 새뮤얼 비치 액스텔         |      | 민주당      | 반대               | 반대               | 반대               | 반대               | 반대               | 반대               | 반대               | 반대               | 반대               | 불참               | 불참               |
| New York 21       | 알렉산더 H. 베일리         |      | 공화당      | 찬성               | 찬성               | 찬성               | 찬성               | 찬성               | 찬성               | 찬성               | 찬성               | 찬성               | 불참               | 불참               |
| Illinois 12       | 제후 베이커                |      | 공화당      | 불참               | 불참               | 불참               | 불참               | 불참               | 불참               | 불참               | 불참               | 불참               | 불참               | 불참               |
| Massachusetts 8   | 존 데니슨 볼드윈           |      | 공화당      | 찬성               | 찬성               | 찬성               | 찬성               | 찬성               | 찬성               | 찬성               | 찬성               | 불참               | 찬성               | 찬성               |
| Massachusetts 6   | 나다니엘 P. 뱅크스         |      | 공화당      | 찬성               | 찬성               | 찬성               | 찬성               | 찬성               | 찬성               | 찬성               | 찬성               | 불참               | 찬성               | 찬성               |
| New York 2        | 데마스 반스                |      | 민주당      | 불참               | 불참               | 불참               | 불참               | 불참               | 불참               | 불참               | 불참               | 불참               | 불참               | 불참               |
| Connecticut 4     | 윌리엄 헨리 바넘           |      | 민주당      | 반대               | 반대               | 반대               | 반대               | 반대               | 반대               | 반대               | 반대               | 반대               | 반대               | 반대               |
| Michigan 1        | 페르난도 C. 비먼           |      | 공화당      | 찬성               | 찬성               | 찬성               | 찬성               | 찬성               | 찬성               | 찬성               | 찬성               | 찬성               | 찬성               | 찬성               |
| Ohio 8            | 존 비티                    |      | 공화당      | 찬성               | 찬성               | 찬성               | 찬성               | 찬성               | 찬성               | 찬성               | 찬성               | 찬성               | 찬성               | 찬성               |
| Kentucky 7        | 제임스 B. 벡               |      | 민주당      | 반대               | 반대               | 반대               | 반대               | 반대               | 반대               | 반대               | 반대               | 반대               | 반대               | 반대               |
| Missouri 8        | 존 F. 벤저민               |      | 공화당      | 불참               | 불참               | 불참               | 불참               | 불참               | 불참               | 불참               | 불참               | 불참               | 불참               | 불참               |
| New Hampshire 3   | 제이콥 벤턴                |      | 공화당      | 찬성               | 찬성               | 찬성               | 찬성               | 찬성               | 찬성               | 찬성               | 찬성               | 찬성               | 불참               | 불참               |
| Ohio 16           | 존 빙엄                    |      | 공화당      | 찬성               | 찬성               | 찬성               | 찬성               | 찬성               | 찬성               | 찬성               | 찬성               | 찬성               | 찬성               | 찬성               |
| Maine 3           | 제임스 G. 블레인           |      | 공화당      | 찬성               | 찬성               | 찬성               | 찬성               | 찬성               | 찬성               | 찬성               | 찬성               | 불참               | 찬성               | 찬성               |
| Michigan 3        | 오스틴 블레어              |      | 공화당      | 찬성               | 찬성               | 찬성               | 찬성               | 찬성               | 찬성               | 찬성               | 찬성               | 찬성               | 찬성               | 찬성               |
| Massachusetts 7   | 조지 S. 바우트웰           |      | 공화당      | 찬성               | 찬성               | 찬성               | 찬성               | 찬성               | 찬성               | 찬성               | 찬성               | 찬성               | 찬성               | 찬성               |
| Pennsylvania 6    | 벤저민 마클리 보이어       |      | 민주당      | 반대               | 반대               | 반대               | 반대               | 반대               | 반대               | 반대               | 반대               | 반대               | 불참               | 불참               |
| Illinois 7        | 헨리 P. H. 브롬웰          |      | 공화당      | 찬성               | 찬성               | 찬성               | 찬성               | 찬성               | 찬성               | 찬성               | 찬성               | 찬성               | 불참               | 불참               |
| New York 8        | 제임스 브룩스              |      | 민주당      | 반대               | 반대               | 반대               | 반대               | 반대               | 반대               | 반대               | 반대               | 반대               | 반대               | 반대               |
| Pennsylvania 7    | 존 마틴 브룸웰             |      | 공화당      | 찬성               | 찬성               | 찬성               | 찬성               | 찬성               | 찬성               | 찬성               | 찬성               | 찬성               | 찬성               | 찬성               |
| Ohio 9            | 랄프 포메로이 버클랜드     |      | 공화당      | 찬성               | 찬성               | 찬성               | 찬성               | 찬성               | 찬성               | 찬성               | 찬성               | 찬성               | 불참               | 불참               |
| Illinois 10       | 앨버트 G. 버               |      | 민주당      | 반대               | 반대               | 반대               | 반대               | 반대               | 반대               | 반대               | 반대               | 불참               | 반대               | 반대               |
| Massachusetts 5   | 벤저민 프랭클린 버틀러     |      | 공화당      | 찬성               | 찬성               | 찬성               | 불참               | 찬성               | 찬성               | 찬성               | 찬성               | 찬성               | 찬성               | 찬성               |
| Pennsylvania 10   | 헨리 L. 케이크             |      | 공화당      | 찬성               | 찬성               | 찬성               | 찬성               | 찬성               | 찬성               | 찬성               | 찬성               | 찬성               | 찬성               | 찬성               |
| Ohio 2            | 새뮤얼 펜턴 캐리           |      | 독립 공화당 | 반대               | 반대               | 반대               | 반대               | 반대               | 반대               | 반대               | 반대               | 반대               | 반대               | 반대               |
| New York 7        | 존 윈트롭 챈러             |      | 민주당      | 반대               | 반대               | 반대               | 반대               | 반대               | 반대               | 반대               | 반대               | 반대               | 불참               | 불참               |
| New York 22       | 존 C. 처칠                 |      | 공화당      | 찬성               | 찬성               | 찬성               | 찬성               | 찬성               | 찬성               | 찬성               | 찬성               | 찬성               | 찬성               | 찬성               |
| Ohio 6            | 리더 W. 클라크             |      | 공화당      | 찬성               | 찬성               | 찬성               | 찬성               | 찬성               | 찬성               | 찬성               | 찬성               | 불참               | 찬성               | 찬성               |
| Kansas at-large   | 시드니 클라크              |      | 공화당      | 찬성               | 찬성               | 찬성               | 찬성               | 찬성               | 찬성               | 찬성               | 찬성               | 찬성               | 찬성               | 찬성               |
| Wisconsin 3       | 아마사 콥                  |      | 공화당      | 찬성               | 찬성               | 찬성               | 찬성               | 찬성               | 찬성               | 찬성               | 찬성               | 찬성               | 찬성               | 찬성               |
| Indiana 6         | 존 코번                    |      | 공화당      | 찬성               | 찬성               | 찬성               | 찬성               | 찬성               | 찬성               | 찬성               | 찬성               | 찬성               | 반대               | 찬성               |
| Indiana 9         | 스카일러 콜팩스            |      | 공화당      | 투표 안 함 (의장)α | 투표 안 함 (의장)α | 투표 안 함 (의장)α | 투표 안 함 (의장)α | 투표 안 함 (의장)α | 투표 안 함 (의장)α | 투표 안 함 (의장)α | 투표 안 함 (의장)α | 투표 안 함 (의장)α | 투표 안 함 (의장)α | 투표 안 함 (의장)α |
| Illinois 6        | 버턴 C. 쿡                 |      | 공화당      | 찬성               | 찬성               | 찬성               | 찬성               | 찬성               | 찬성               | 찬성               | 찬성               | 찬성               | 찬성               | 찬성               |
| New York 13       | 토머스 코넬                |      | 공화당      | 찬성               | 찬성               | 찬성               | 찬성               | 찬성               | 찬성               | 찬성               | 찬성               | 찬성               | 불참               | 찬성               |
| Pennsylvania 21   | 존 코보드                  |      | 공화당      | 찬성               | 불참               | 찬성               | 찬성               | 찬성               | 찬성               | 찬성               | 찬성               | 찬성               | 불참               | 불참               |
| Illinois 8        | 셸비 무어 컬럼             |      | 공화당      | 찬성               | 찬성               | 찬성               | 찬성               | 찬성               | 찬성               | 찬성               | 찬성               | 찬성               | 찬성               | 찬성               |
| Massachusetts 10  | 헨리 L. 도즈               |      | 공화당      | 찬성               | 찬성               | 찬성               | 찬성               | 찬성               | 찬성               | 찬성               | 찬성               | 찬성               | 불참               | 불참               |
| Rhode Island 2    | 네이선 F. 딕슨 2세         |      | 공화당      | 찬성               | 찬성               | 찬성               | 찬성               | 찬성               | 찬성               | 찬성               | 찬성               | 찬성               | 불참               | 찬성               |
| Iowa 5            | 그렌빌 M. 닷지             |      | 공화당      | 찬성               | 찬성               | 찬성               | 찬성               | 찬성               | 찬성               | 찬성               | 찬성               | 찬성               | 불참               | 불참               |
| Minnesota 2       | 이그나티우스 L. 도넬리     |      | 공화당      | 찬성               | 찬성               | 찬성               | 찬성               | 찬성               | 찬성               | 찬성               | 찬성               | 찬성               | 찬성               | 찬성               |
| Michigan 6        | 존 F. 드리그스             |      | 공화당      | 찬성               | 찬성               | 찬성               | 찬성               | 찬성               | 찬성               | 찬성               | 찬성               | 찬성               | 찬성               | 찬성               |
| Ohio 17           | 에프라임 R. 에클리         |      | 공화당      | 불참               | 불참               | 불참               | 불참               | 불참               | 불참               | 불참               | 불참               | 불참               | 불참               | 불참               |
| Ohio 1            | 벤저민 에글스턴            |      | 공화당      | 찬성               | 찬성               | 찬성               | 찬성               | 찬성               | 찬성               | 찬성               | 찬성               | 찬성               | 찬성               | 찬성               |
| New Hampshire 1   | 제이콥 하트 엘라           |      | 공화당      | 불참               | 불참               | 불참               | 불참               | 불참               | 불참               | 불참               | 불참               | 불참               | 불참               | 불참               |
| Wisconsin 4       | 찰스 A. 엘드리지           |      | 민주당      | 반대               | 반대               | 반대               | 반대               | 반대               | 반대               | 반대               | 반대               | 반대               | 반대               | 불참               |
| Massachusetts 1   | 토머스 D. 엘리엇           |      | 공화당      | 찬성               | 찬성               | 찬성               | 찬성               | 찬성               | 찬성               | 찬성               | 찬성               | 찬성               | 찬성               | 찬성               |
| Illinois 2        | 존 F. 판즈워스             |      | 공화당      | 찬성               | 찬성               | 찬성               | 찬성               | 찬성               | 찬성               | 찬성               | 찬성               | 불참               | 찬성               | 찬성               |
| New York 16       | 오렌지 페리스              |      | 공화당      | 찬성               | 찬성               | 찬성               | 찬성               | 찬성               | 찬성               | 찬성               | 찬성               | 찬성               | 찬성               | 찬성               |
| Michigan 4        | 토머스 W. 페리             |      | 공화당      | 찬성               | 찬성               | 찬성               | 찬성               | 찬성               | 찬성               | 찬성               | 찬성               | 찬성               | 찬성               | 찬성               |
| New York 19       | 윌리엄 C. 필즈             |      | 공화당      | 찬성               | 찬성               | 찬성               | 찬성               | 찬성               | 찬성               | 찬성               | 찬성               | 찬성               | 불참               | 불참               |
| Pennsylvania 20   | 다윈 에이블 피니           |      | 공화당      | 불참               | 불참               | 불참               | 불참               | 불참               | 불참               | 불참               | 불참               | 불참               | 불참               | 불참               |
| New York 4        | 존 폭스                    |      | 민주당      | 반대               | 반대               | 반대               | 반대               | 반대               | 반대               | 반대               | 반대               | 반대               | 불참               | 불참               |
| Ohio 19           | 제임스 A. 가필드           |      | 공화당      | 찬성               | 찬성               | 찬성               | 찬성               | 찬성               | 찬성               | 찬성               | 찬성               | 찬성               | 찬성               | 찬성               |
| Pennsylvania 8    | 제임스 로렌스 게츠         |      | 민주당      | 반대               | 반대               | 반대               | 반대               | 반대               | 반대               | 반대               | 반대               | 반대               | 불참               | 반대               |
| Pennsylvania 15   | 아담 존 글라스브레너       |      | 민주당      | 반대               | 반대               | 반대               | 반대               | 반대               | 반대               | 반대               | 반대               | 반대               | 불참               | 불참               |
| Kentucky 3        | 제이콥 골라데이            |      | 민주당      | 반대               | 반대               | 반대               | 반대               | 반대               | 반대               | 반대               | 반대               | 반대               | 반대               | 반대               |
| Missouri 4        | 조지프 J. 그레이블리       |      | 공화당      | 찬성               | 찬성               | 찬성               | 찬성               | 찬성               | 찬성               | 찬성               | 찬성               | 찬성               | 찬성               | 찬성               |
| New York 15       | 존 어거스터스 그리프스     |      | 공화당      | 찬성               | 찬성               | 찬성               | 찬성               | 찬성               | 찬성               | 찬성               | 찬성               | 불참               | 반대               | 찬성               |
| Kentucky 5        | 아사 그로버                |      | 민주당      | 반대               | 반대               | 반대               | 반대               | 반대               | 반대               | 반대               | 반대               | 반대               | 반대               | 반대               |
| New Jersey 2      | 찰스 헤이트                |      | 민주당      | 반대               | 반대               | 반대               | 찬성               | 반대               | 반대               | 반대               | 반대               | 반대               | 반대               | 반대               |
| New Jersey 5      | 조지 A. 홀시               |      | 공화당      | 찬성               | 찬성               | 찬성               | 찬성               | 찬성               | 찬성               | 찬성               | 찬성               | 찬성               | 찬성               | 찬성               |
| Illinois 4        | 애브너 C. 하딩             |      | 공화당      | 찬성               | 찬성               | 찬성               | 찬성               | 찬성               | 찬성               | 찬성               | 찬성               | 찬성               | 찬성               | 찬성               |
| Tennessee 7       | 아이작 로버츠 호킨스       |      | 공화당      | 불참               | 불참               | 불참               | 불참               | 불참               | 불참               | 불참               | 불참               | 불참               | 불참               | 불참               |
| California 2      | 윌리엄 히그비              |      | 공화당      | 찬성               | 찬성               | 찬성               | 불참               | 찬성               | 찬성               | 찬성               | 찬성               | 불참               | 찬성               | 찬성               |
| New Jersey 4      | 존 힐                      |      | 공화당      | 찬성               | 찬성               | 찬성               | 찬성               | 찬성               | 찬성               | 찬성               | 찬성               | 찬성               | 찬성               | 찬성               |
| Indiana 4         | 윌리엄 S. 홀먼             |      | 민주당      | 반대               | 반대               | 반대               | 반대               | 반대               | 반대               | 반대               | 반대               | 반대               | 반대               | 반대               |
| Massachusetts 4   | 새뮤얼 후퍼                |      | 공화당      | 찬성               | 찬성               | 찬성               | 찬성               | 찬성               | 찬성               | 찬성               | 찬성               | 찬성               | 찬성               | 찬성               |
| Wisconsin 2       | 벤저민 F. 홉킨스           |      | 공화당      | 찬성               | 찬성               | 찬성               | 찬성               | 찬성               | 찬성               | 찬성               | 찬성               | 찬성               | 찬성               | 찬성               |
| Connecticut 2     | 줄리어스 홋치키스          |      | 민주당      | 반대               | 반대               | 반대               | 반대               | 반대               | 반대               | 반대               | 반대               | 반대               | 반대               | 반대               |
| Iowa 6            | 아사헬 W. 허바드           |      | 공화당      | 불참               | 불참               | 불참               | 불참               | 불참               | 불참               | 불참               | 불참               | 불참               | 불참               | 불참               |
| West Virginia 1   | 체스터 D. 허바드           |      | 공화당      | 찬성               | 찬성               | 찬성               | 찬성               | 찬성               | 찬성               | 찬성               | 찬성               | 찬성               | 찬성               | 찬성               |
| Connecticut 1     | 리처드 D. 허바드           |      | 민주당      | 불참               | 불참               | 반대               | 반대               | 불참               | 불참               | 불참               | 불참               | 반대               | 불참               | 불참               |
| New York 17       | 칼빈 T. 헐버드             |      | 공화당      | 찬성               | 찬성               | 찬성               | 찬성               | 찬성               | 찬성               | 찬성               | 찬성               | 찬성               | 찬성               | 찬성               |
| New York 30       | 제임스 M. 험프리           |      | 민주당      | 반대               | 반대               | 반대               | 불참               | 반대               | 반대               | 반대               | 반대               | 반대               | 반대               | 반대               |
| Indiana 3         | 모튼 C. 헌터               |      | 공화당      | 찬성               | 찬성               | 찬성               | 찬성               | 찬성               | 찬성               | 찬성               | 찬성               | 찬성               | 찬성               | 찬성               |
| Illinois 5        | 에본 C. 잉거솔             |      | 공화당      | 찬성               | 찬성               | 찬성               | 찬성               | 찬성               | 찬성               | 찬성               | 찬성               | 찬성               | 찬성               | 찬성               |
| Rhode Island 1    | 토머스 젠케스              |      | 공화당      | 찬성               | 찬성               | 찬성               | 찬성               | 찬성               | 찬성               | 찬성               | 찬성               | 찬성               | 불참               | 찬성               |
| California 3      | 제임스 A. 존슨             |      | 민주당      | 반대               | 반대               | 반대               | 반대               | 반대               | 반대               | 반대               | 반대               | 반대               | 반대               | 반대               |
| Kentucky 6        | 토머스 로렌스 존스         |      | 민주당      | 반대               | 반대               | 반대               | 반대               | 반대               | 반대               | 반대               | 반대               | 반대               | 반대               | 반대               |
| Illinois 1        | 노먼 B. 주드               |      | 공화당      | 찬성               | 찬성               | 찬성               | 찬성               | 찬성               | 찬성               | 찬성               | 찬성               | 찬성               | 찬성               | 찬성               |
| Indiana 5         | 조지 워싱턴 줄리언         |      | 공화당      | 찬성               | 찬성               | 찬성               | 찬성               | 찬성               | 찬성               | 찬성               | 찬성               | 찬성               | 찬성               | 찬성               |
| Pennsylvania 4    | 윌리엄 D. 켈리             |      | 공화당      | 찬성               | 찬성               | 찬성               | 찬성               | 찬성               | 찬성               | 찬성               | 찬성               | 찬성               | 찬성               | 찬성               |
| New York 25       | 윌리엄 H. 켈시             |      | 공화당      | 찬성               | 찬성               | 찬성               | 찬성               | 찬성               | 찬성               | 찬성               | 찬성               | 찬성               | 찬성               | 찬성               |
| Indiana 2         | 마이클 C. 케르             |      | 민주당      | 반대               | 불참               | 반대               | 반대               | 반대               | 반대               | 반대               | 반대               | 반대               | 반대               | 반대               |
| New York 12       | 존 H. 케첨                 |      | 공화당      | 찬성               | 찬성               | 찬성               | 찬성               | 찬성               | 찬성               | 찬성               | 찬성               | 찬성               | 불참               | 찬성               |
| West Virginia 2   | 베투엘 키친                |      | 공화당      | 찬성               | 찬성               | 찬성               | 찬성               | 찬성               | 찬성               | 찬성               | 찬성               | 불참               | 찬성               | 찬성               |
| Kentucky 4        | J. 프록터 너트             |      | 민주당      | 반대               | 반대               | 반대               | 반대               | 반대               | 반대               | 반대               | 반대               | 반대               | 반대               | 반대               |
| Pennsylvania 16   | 윌리엄 헨리 쿤츠           |      | 공화당      | 찬성               | 찬성               | 찬성               | 찬성               | 찬성               | 찬성               | 찬성               | 찬성               | 찬성               | 찬성               | 찬성               |
| New York 20       | 애디슨 H. 라플린           |      | 공화당      | 찬성               | 찬성               | 찬성               | 찬성               | 찬성               | 찬성               | 찬성               | 찬성               | 찬성               | 반대               | 찬성               |
| Pennsylvania 24   | 조지 반 이맨 로렌스        |      | 공화당      | 찬성               | 찬성               | 찬성               | 찬성               | 찬성               | 찬성               | 찬성               | 찬성               | 찬성               | 찬성               | 찬성               |
| Ohio 4            | 윌리엄 로렌스              |      | 공화당      | 찬성               | 찬성               | 찬성               | 찬성               | 찬성               | 찬성               | 찬성               | 찬성               | 찬성               | 찬성               | 찬성               |
| Missouri 7        | 벤저민 F. 로언             |      | 공화당      | 찬성               | 찬성               | 찬성               | 찬성               | 찬성               | 찬성               | 찬성               | 찬성               | 찬성               | 찬성               | 찬성               |
| New York 26       | 윌리엄 S. 링컨             |      | 공화당      | 찬성               | 찬성               | 찬성               | 찬성               | 찬성               | 찬성               | 찬성               | 찬성               | 찬성               | 찬성               | 찬성               |
| Illinois at-large | 존 A. 로건                 |      | 공화당      | 찬성               | 찬성               | 찬성               | 찬성               | 찬성               | 찬성               | 찬성               | 찬성               | 찬성               | 찬성               | 찬성               |
| Iowa 4            | 윌리엄 러프리지            |      | 공화당      | 찬성               | 불참               | 찬성               | 불참               | 찬성               | 찬성               | 찬성               | 찬성               | 불참               | 찬성               | 찬성               |
| Maine 1           | 존 린치                    |      | 공화당      | 찬성               | 찬성               | 찬성               | 찬성               | 찬성               | 찬성               | 찬성               | 찬성               | 찬성               | 찬성               | 찬성               |
| Oregon at-large   | 루퍼스 말로리              |      | 공화당      | 찬성               | 찬성               | 찬성               | 찬성               | 찬성               | 찬성               | 찬성               | 찬성               | 찬성               | 반대               | 찬성               |
| Illinois 11       | 새뮤얼 S. 마셜             |      | 민주당      | 반대               | 반대               | 반대               | 반대               | 반대               | 반대               | 반대               | 반대               | 반대               | 반대               | 반대               |
| New York 18       | 제임스 M. 마빈             |      | 공화당      | 찬성               | 찬성               | 찬성               | 찬성               | 찬성               | 찬성               | 찬성               | 찬성               | 찬성               | 반대               | 찬성               |
| Tennessee 2       | 호레이스 메이나드          |      | 공화당      | 찬성               | 찬성               | 찬성               | 찬성               | 찬성               | 찬성               | 찬성               | 찬성               | 찬성               | 찬성               | 찬성               |
| New York 23       | 데니스 매카시              |      | 공화당      | 찬성               | 찬성               | 찬성               | 찬성               | 찬성               | 찬성               | 찬성               | 찬성               | 찬성               | 찬성               | 찬성               |
| Missouri 5        | 조지프 W. 맥클러그         |      | 공화당      | 찬성               | 찬성               | 찬성               | 찬성               | 찬성               | 찬성               | 찬성               | 찬성               | 찬성               | 찬성               | 찬성               |
| Missouri 3        | 제임스 로빈슨 매코믹       |      | 민주당      | 반대               | 반대               | 반대               | 반대               | 반대               | 반대               | 반대               | 반대               | 반대               | 반대               | 반대               |
| Maryland 1        | 하이라마 맥컬러            |      | 민주당      | 불참               | 불참               | 불참               | 불참               | 불참               | 불참               | 불참               | 불참               | 불참               | 불참               | 불참               |
| Pennsylvania 13   | 율리시스 머큐리            |      | 공화당      | 찬성               | 찬성               | 찬성               | 찬성               | 찬성               | 찬성               | 찬성               | 찬성               | 찬성               | 찬성               | 찬성               |
| Pennsylvania 14   | 조지 펀스턴 밀러           |      | 공화당      | 찬성               | 찬성               | 찬성               | 찬성               | 찬성               | 찬성               | 찬성               | 찬성               | 찬성               | 찬성               | 찬성               |
| New Jersey 1      | 윌리엄 무어                |      | 공화당      | 찬성               | 찬성               | 찬성               | 찬성               | 찬성               | 찬성               | 찬성               | 찬성               | 찬성               | 찬성               | 찬성               |
| Pennsylvania 22   | 제임스 K. 무어헤드         |      | 공화당      | 불참               | 불참               | 불참               | 불참               | 불참               | 불참               | 불참               | 불참               | 불참               | 불참               | 불참               |
| Ohio 13           | 조지 W. 모건               |      | 민주당      | 반대               | 반대               | 찬성               | 반대               | 반대               | 반대               | 반대               | 반대               | 반대               | 반대               | 반대               |
| Pennsylvania 17   | 대니얼 존슨 모렐           |      | 공화당      | 찬성               | 찬성               | 찬성               | 찬성               | 찬성               | 찬성               | 찬성               | 찬성               | 찬성               | 찬성               | 찬성               |
| New York 5        | 존 모리세이                |      | 민주당      | 불참               | 불참               | 불참               | 불참               | 불참               | 불참               | 불참               | 불참               | 불참               | 불참               | 불참               |
| Tennessee 4       | 제임스 멀린스              |      | 공화당      | 찬성               | 불참               | 찬성               | 찬성               | 찬성               | 찬성               | 찬성               | 찬성               | 찬성               | 불참               | 불참               |
| Ohio 5            | 윌리엄 먼젠                |      | 민주당      | 반대               | 반대               | 불참               | 반대               | 반대               | 반대               | 반대               | 반대               | 반대               | 반대               | 반대               |
| Pennsylvania 3    | 레너드 마이어스            |      | 공화당      | 찬성               | 찬성               | 찬성               | 찬성               | 찬성               | 찬성               | 찬성               | 찬성               | 찬성               | 찬성               | 찬성               |
| Missouri 2        | 카르멘 A. 뉴콤             |      | 공화당      | 찬성               | 찬성               | 찬성               | 불참               | 찬성               | 찬성               | 찬성               | 찬성               | 찬성               | 찬성               | 찬성               |
| Indiana 1         | 윌리엄 E. 니블랙           |      | 민주당      | 반대               | 반대               | 반대               | 반대               | 반대               | 반대               | 반대               | 반대               | 반대               | 반대               | 반대               |
| Delaware at-large | 존 A. 니콜슨               |      | 민주당      | 반대               | 반대               | 반대               | 반대               | 반대               | 반대               | 반대               | 반대               | 불참               | 반대               | 반대               |
| Tennessee 8       | 데이비드 알렉산더 넌       |      | 공화당      | 찬성               | 찬성               | 찬성               | 찬성               | 찬성               | 찬성               | 찬성               | 찬성               | 찬성               | 불참               | 불참               |
| Pennsylvania 2    | 찰스 오닐                  |      | 공화당      | 찬성               | 찬성               | 찬성               | 찬성               | 찬성               | 찬성               | 찬성               | 찬성               | 찬성               | 찬성               | 찬성               |
| Indiana 8         | 갓러브 슈타인 오르스       |      | 공화당      | 찬성               | 찬성               | 찬성               | 찬성               | 찬성               | 찬성               | 찬성               | 찬성               | 찬성               | 찬성               | 찬성               |
| Wisconsin 1       | 할버트 E. 페인             |      | 공화당      | 찬성               | 찬성               | 찬성               | 찬성               | 찬성               | 찬성               | 찬성               | 찬성               | 찬성               | 불참               | 찬성               |
| Maine 2           | 시드니 페르함              |      | 공화당      | 찬성               | 찬성               | 찬성               | 찬성               | 찬성               | 찬성               | 찬성               | 찬성               | 찬성               | 찬성               | 찬성               |
| Maine 4           | 존 A. 피터스               |      | 공화당      | 찬성               | 찬성               | 찬성               | 찬성               | 찬성               | 찬성               | 찬성               | 찬성               | 찬성               | 불참               | 불참               |
| Maryland 3        | 찰스 E. 펠프스             |      | 보수당      | 불참               | 불참               | 불참               | 불참               | 불참               | 불참               | 불참               | 불참               | 불참               | 불참               | 불참               |
| Maine 5           | 프레데릭 어거스터스 파이크 |      | 공화당      | 찬성               | 찬성               | 찬성               | 찬성               | 찬성               | 찬성               | 찬성               | 찬성               | 찬성               | 찬성               | 찬성               |
| Missouri 1        | 윌리엄 A. 파일             |      | 공화당      | 불참               | 불참               | 불참               | 불참               | 불참               | 불참               | 불참               | 불참               | 불참               | 불참               | 불참               |
| Ohio 15           | 토바이아스 A. 플랜츠       |      | 공화당      | 찬성               | 찬성               | 찬성               | 찬성               | 찬성               | 찬성               | 찬성               | 찬성               | 불참               | 불참               | 찬성               |
| Vermont 2         | 루크 P. 폴란드             |      | 공화당      | 찬성               | 찬성               | 찬성               | 불참               | 찬성               | 찬성               | 찬성               | 찬성               | 불참               | 불참               | 찬성               |
| West Virginia 3   | 대니얼 폴슬리              |      | 공화당      | 찬성               | 찬성               | 찬성               | 찬성               | 찬성               | 찬성               | 찬성               | 찬성               | 찬성               | 찬성               | 찬성               |
| New York 24       | 시어도어 M. 포메로이       |      | 공화당      | 찬성               | 찬성               | 찬성               | 찬성               | 찬성               | 찬성               | 찬성               | 찬성               | 찬성               | 반대               | 찬성               |
| Iowa 2            | 히람 프라이스              |      | 공화당      | 찬성               | 찬성               | 찬성               | 찬성               | 찬성               | 찬성               | 찬성               | 찬성               | 찬성               | 불참               | 찬성               |
| New York 14       | 존 V. L. 프루인            |      | 민주당      | 반대               | 반대               | 반대               | 반대               | 반대               | 반대               | 반대               | 반대               | 반대               | 반대               | 반대               |
| Pennsylvania 1    | 새뮤얼 J. 랜들             |      | 민주당      | 반대               | 반대               | 반대               | 반대               | 반대               | 반대               | 반대               | 반대               | 반대               | 불참               | 불참               |
| Illinois 13       | 그린 베리 라움             |      | 공화당      | 찬성               | 찬성               | 찬성               | 찬성               | 찬성               | 찬성               | 찬성               | 찬성               | 찬성               | 찬성               | 찬성               |
| New York 10       | 윌리엄 H. 로버트슨         |      | 공화당      | 찬성               | 찬성               | 찬성               | 찬성               | 찬성               | 찬성               | 찬성               | 찬성               | 찬성               | 불참               | 찬성               |
| New York 3        | 윌리엄 에리게나 로빈슨     |      | 민주당      | 불참               | 불참               | 불참               | 불참               | 불참               | 불참               | 불참               | 불참               | 불참               | 불참               | 불참               |
| Illinois 9        | 루이스 위난스 로스         |      | 민주당      | 반대               | 반대               | 반대               | 반대               | 반대               | 반대               | 반대               | 반대               | 반대               | 반대               | 반대               |
| Wisconsin 5       | 필레터스 소여              |      | 공화당      | 찬성               | 찬성               | 찬성               | 찬성               | 찬성               | 찬성               | 찬성               | 찬성               | 찬성               | 찬성               | 찬성               |
| Ohio 3            | 로버트 C. 쉔크             |      | 공화당      | 찬성               | 찬성               | 찬성               | 찬성               | 찬성               | 찬성               | 찬성               | 찬성               | 찬성               | 찬성               | 찬성               |
| Pennsylvania 19   | 글렌니 윌리엄 스코필드     |      | 공화당      | 찬성               | 찬성               | 찬성               | 찬성               | 찬성               | 찬성               | 찬성               | 찬성               | 찬성               | 찬성               | 찬성               |
| New York 28       | 루이스 셀리에              |      | 독립 공화당 | 불참               | 불참               | 불참               | 불참               | 불참               | 불참               | 불참               | 불참               | 불참               | 불참               | 불참               |
| Indiana 11        | 존 P. C. 섕크스            |      | 공화당      | 찬성               | 찬성               | 찬성               | 찬성               | 찬성               | 찬성               | 찬성               | 찬성               | 찬성               | 찬성               | 찬성               |
| Ohio 7            | 새뮤얼 셸라바거            |      | 공화당      | 불참               | 불참               | 불참               | 불참               | 불참               | 불참               | 불참               | 불참               | 불참               | 불참               | 불참               |
| New Jersey 3      | 찰스 싯그리브스            |      | 민주당      | 반대               | 반대               | 반대               | 반대               | 반대               | 반대               | 반대               | 반대               | 반대               | 반대               | 반대               |
| Vermont 3         | 워딩턴 커티스 스미스       |      | 공화당      | 찬성               | 찬성               | 찬성               | 찬성               | 찬성               | 찬성               | 찬성               | 찬성               | 찬성               | 반대               | 찬성               |
| Ohio 18           | 루퍼스 P. 스폴딩           |      | 공화당      | 찬성               | 찬성               | 찬성               | 불참               | 찬성               | 찬성               | 찬성               | 찬성               | 불참               | 찬성               | 찬성               |
| Connecticut 3     | 헨리 H. 스탁웨더           |      | 공화당      | 찬성               | 찬성               | 찬성               | 찬성               | 찬성               | 찬성               | 찬성               | 찬성               | 찬성               | 찬성               | 찬성               |
| New Hampshire 2   | 애런 플레처 스티븐스       |      | 공화당      | 불참               | 불참               | 불참               | 불참               | 불참               | 불참               | 불참               | 불참               | 불참               | 불참               | 불참               |
| Pennsylvania 9    | 새디어스 스티븐스          |      | 공화당      | 찬성               | 찬성               | 불참               | 불참               | 찬성               | 찬성               | 찬성               | 찬성               | 찬성               | 찬성               | 찬성               |
| New York 6        | 토머스 E. 스튜어트         |      | 보수 공화당 | 반대               | 반대               | 반대               | 불참               | 반대               | 반대               | 반대               | 반대               | 반대               | 반대               | 반대               |
| Tennessee 3       | 윌리엄 브릭클리 스토크스   |      | 공화당      | 찬성               | 찬성               | 불참               | 불참               | 찬성               | 찬성               | 찬성               | 찬성               | 불참               | 불참               | 불참               |
| Maryland 5        | 프레데릭 스톤              |      | 민주당      | 반대               | 반대               | 반대               | 반대               | 반대               | 반대               | 반대               | 반대               | 반대               | 불참               | 불참               |
| New York 1        | 스티븐 테이벌              |      | 민주당      | 반대               | 반대               | 반대               | 반대               | 반대               | 반대               | 반대               | 반대               | 반대               | 반대               | 반대               |
| Nebraska at-large | 존 태프                    |      | 공화당      | 찬성               | 찬성               | 찬성               | 찬성               | 찬성               | 찬성               | 찬성               | 찬성               | 찬성               | 찬성               | 찬성               |
| Pennsylvania 5    | 칼렙 뉴볼드 테일러         |      | 공화당      | 찬성               | 찬성               | 찬성               | 찬성               | 찬성               | 찬성               | 찬성               | 찬성               | 찬성               | 찬성               | 찬성               |
| Maryland 4        | 프랜시스 토머스            |      | 공화당      | 찬성               | 찬성               | 찬성               | 찬성               | 찬성               | 찬성               | 찬성               | 찬성               | 찬성               | 찬성               | 찬성               |
| Tennessee 5       | 존 트림블                  |      | 공화당      | 찬성               | 찬성               | 찬성               | 찬성               | 찬성               | 찬성               | 찬성               | 찬성               | 찬성               | 불참               | 불참               |
| Kentucky 1        | 로렌스 S. 트림블           |      | 민주당      | 반대               | 반대               | 반대               | 반대               | 반대               | 반대               | 반대               | 반대               | 반대               | 반대               | 반대               |
| Michigan 5        | 롤랜드 E. 트로브리지       |      | 공화당      | 찬성               | 찬성               | 찬성               | 찬성               | 찬성               | 찬성               | 찬성               | 찬성               | 찬성               | 찬성               | 찬성               |
| Massachusetts 3   | 지너리 트위첼              |      | 공화당      | 찬성               | 찬성               | 찬성               | 찬성               | 찬성               | 찬성               | 찬성               | 찬성               | 찬성               | 찬성               | 찬성               |
| Michigan 2        | 찰스 업슨                  |      | 공화당      | 찬성               | 찬성               | 찬성               | 찬성               | 찬성               | 찬성               | 찬성               | 찬성               | 찬성               | 찬성               | 찬성               |
| New York 31       | 헨리 반 에르남             |      | 공화당      | 찬성               | 찬성               | 찬성               | 찬성               | 찬성               | 찬성               | 찬성               | 찬성               | 찬성               | 찬성               | 찬성               |
| Pennsylvania 11   | 대니얼 마이어스 반 오켄    |      | 민주당      | 반대               | 반대               | 반대               | 반대               | 반대               | 반대               | 반대               | 반대               | 반대               | 불참               | 불참               |
| New York 29       | 버트 반 혼                 |      | 공화당      | 찬성               | 찬성               | 찬성               | 찬성               | 찬성               | 찬성               | 찬성               | 찬성               | 불참               | 불참               | 불참               |
| Missouri 6        | 로버트 T. 반 혼            |      | 공화당      | 찬성               | 찬성               | 찬성               | 찬성               | 찬성               | 찬성               | 찬성               | 찬성               | 찬성               | 찬성               | 찬성               |
| Ohio 12           | 필라델프 반 트럼프         |      | 민주당      | 반대               | 반대               | 반대               | 반대               | 반대               | 반대               | 반대               | 반대               | 반대               | 반대               | 반대               |
| New York 11       | 찰스 반 위크               |      | 공화당      | 찬성               | 찬성               | 찬성               | 찬성               | 찬성               | 찬성               | 찬성               | 찬성               | 불참               | 찬성               | 찬성               |
| New York 27       | 해밀턴 워드                |      | 공화당      | 찬성               | 찬성               | 찬성               | 찬성               | 찬성               | 찬성               | 찬성               | 찬성               | 찬성               | 찬성               | 찬성               |
| Wisconsin 6       | 카드왈라더 C. 워시번       |      | 공화당      | 찬성               | 찬성               | 불참               | 불참               | 찬성               | 찬성               | 찬성               | 찬성               | 불참               | 찬성               | 찬성               |
| Indiana 7         | 헨리 D. 워시번             |      | 공화당      | 불참               | 불참               | 불참               | 불참               | 불참               | 불참               | 불참               | 불참               | 불참               | 불참               | 불참               |
| Massachusetts 9   | 윌리엄 B. 워시번           |      | 공화당      | 찬성               | 찬성               | 찬성               | 찬성               | 찬성               | 찬성               | 찬성               | 찬성               | 찬성               | 찬성               | 찬성               |
| Illinois 3        | 엘리후 B. 워시번           |      | 공화당      | 찬성               | 찬성               | 찬성               | 불참               | 찬성               | 찬성               | 찬성               | 찬성               | 불참               | 불참               | 불참               |
| Ohio 14           | 마틴 웰커                  |      | 공화당      | 찬성               | 찬성               | 찬성               | 찬성               | 찬성               | 찬성               | 찬성               | 찬성               | 찬성               | 찬성               | 찬성               |
| Pennsylvania 23   | 토머스 윌리엄스            |      | 공화당      | 찬성               | 찬성               | 찬성               | 찬성               | 찬성               | 찬성               | 찬성               | 찬성               | 찬성               | 찬성               | 찬성               |
| Indiana 10        | 윌리엄 윌리엄스            |      | 공화당      | 불참               | 불참               | 불참               | 불참               | 불참               | 불참               | 불참               | 불참               | 불참               | 불참               | 불참               |
| Iowa 1            | 제임스 F. 윌슨             |      | 공화당      | 찬성               | 찬성               | 찬성               | 찬성               | 찬성               | 찬성               | 찬성               | 찬성               | 찬성               | 반대               | 찬성               |
| Ohio 11           | 존 토머스 윌슨             |      | 공화당      | 찬성               | 찬성               | 찬성               | 찬성               | 찬성               | 찬성               | 찬성               | 찬성               | 찬성               | 반대               | 찬성               |
| Pennsylvania 18   | 스티븐 파울러 윌슨         |      | 공화당      | 찬성               | 찬성               | 찬성               | 찬성               | 찬성               | 찬성               | 찬성               | 찬성               | 찬성               | 불참               | 불참               |
| Minnesota 1       | 윌리엄 윈덤                |      | 공화당      | 찬성               | 찬성               | 찬성               | 찬성               | 찬성               | 찬성               | 찬성               | 찬성               | 찬성               | 반대               | 찬성               |
| New York 9        | 페르난도 우드              |      | 민주당      | 반대               | 반대               | 반대               | 반대               | 반대               | 반대               | 반대               | 반대               | 반대               | 반대               | 반대               |
| Vermont 1         | 프레데릭 E. 우드브리지     |      | 공화당      | 찬성               | 찬성               | 찬성               | 불참               | 찬성               | 찬성               | 찬성               | 찬성               | 불참               | 반대               | 찬성               |
| Pennsylvania 12   | 조지 워싱턴 우드워드       |      | 민주당      | 반대               | 반대               | 반대               | 반대               | 반대               | 반대               | 반대               | 반대               | 반대               | 불참               | 불참               |

## 탄핵소추안

### 1호 소추안

#### 1호 소추안 본문
미국 대통령 앤드루 존슨은 주님의 해 1868년 2월 21일 컬럼비아 특별구 워싱턴에서 그의 취임 선서의 중대한 의무와 헌법의 요구 사항, 즉 법률이 충실히 집행되도록 주의를 기울여야 한다는 점을 망각하고, 미국 헌법 및 법률을 위반하여 불법적으로 육군부 장관 에드윈 M. 스탠턴을 해임하는 서면 명령을 발행했다. 에드윈 M. 스탠턴은 미국 상원의 조언과 동의로 정식으로 해당 장관으로 임명되고 위임되었다. 그리고 미국 대통령 앤드루 존슨은 주님의 해 1867년 8월 12일, 상원의 휴회 기간 동안 그의 명령으로 에드윈 M. 스탠턴을 해당 직위에서 정지시켰고, 다음 상원 회의 첫날로부터 20일 이내인 전술한 해의 12월 12일에 해당 정지를 상원에 보고했으며, 이에 대한 증거와 조치 이유, 그리고 다음 상원 회의 때까지 해당 직위의 직무를 임시로 수행할 사람의 이름을 보고했다. 그리고 상원은 그 후 주님의 해 1868년 1월 13일에 앤드루 존슨이 보고한 해당 정지에 대한 증거와 이유를 정식으로 고려한 후, 해당 정지에 동의하는 것을 거부했다. 이에 따라 1867년 3월 2일에 통과된 "특정 민간 직위의 재임 기간을 규제하는 법"이라는 법률의 조항에 의거하여 에드윈 M. 스탠턴은 즉시 그의 직무를 재개했으며, 앤드루 존슨은 즉시 이를 인지했다. 그리고 에드윈 M. 스탠턴은 위 전술한 이유로 2월 21일 해당 육군부 장관 직위를 합법적으로 보유할 자격이 있었는데, 해당 에드윈 M. 스탠턴 해임 명령의 내용은 실질적으로 다음과 같다.
워싱턴 D.C. 행정부 청사, 1868년 2월 21일.

각하: 대통령으로서 저에게 부여된 미국 헌법 및 법률의 권한에 의거하여, 귀하는 이로써 육군부 장관 직위에서 해임되며, 본 서한 수신 즉시 귀하의 직무는 종료됩니다. 귀하는 육군 부관장이자 오늘부로 임시 육군 장관으로 권한을 위임받은 L. 토마스 준장에게 현재 귀하의 보관 및 책임하에 있는 모든 서적, 서류 및 기타 공공 재산을 이전해야 합니다. 경의를 표하며,

앤드루 존슨.

E. M. 스탠턴 육군 장관 귀하

이 명령은 1867년 3월 2일에 통과된 "특정 민간 직위의 재임 기간을 규제하는 법"이라는 법률을 위반하려는 의도로 불법적으로 발행되었으며, 해당 법률의 조항에 반하고 이를 위반하며, 미국 헌법의 조항에 반하고, 미국 상원의 조언과 동의 없이, 당시 상원이 회기 중임에도 불구하고 E. M. 스탠턴을 육군부 장관 직위에서 해임하려는 의도였다. 따라서 미국 대통령 앤드루 존슨은 해당 직위에서 중대한 비행을 저질렀고 유죄이다.

#### 1호 소추안 요약
1호 소추안은 존슨의 1868년 2월 21일 육군 장관 스탠턴 해임 명령이 재임 기간법을 위반했다고 주장했다.

#### 1호 소추안에 대한 하원 채택 투표
| 1호 소추안에 대한 하원 채택 투표 요약 | 1호 소추안에 대한 하원 채택 투표 요약 | 1호 소추안에 대한 하원 채택 투표 요약 | 1호 소추안에 대한 하원 채택 투표 요약 | 1호 소추안에 대한 하원 채택 투표 요약 | 1호 소추안에 대한 하원 채택 투표 요약 | 1호 소추안에 대한 하원 채택 투표 요약 |
| [ 39 ] [ 45 ] [ 46 ] [ 44 ]           | 당파                                  | 당파                                  | 당파                                  | 당파                                  | 당파                                  | 총 투표                               |
| [ 39 ] [ 45 ] [ 46 ] [ 44 ]           | 민주당 (미국)                         | 공화당 (미국)                         | 보수당                                | 보수 공화당                           | 독립 공화당                           | 총 투표                               |
| ------------------------------------- | ------------------------------------- | ------------------------------------- | ------------------------------------- | ------------------------------------- | ------------------------------------- | ------------------------------------- |
| 찬성                                  | 000                                   | 127                                   | 000                                   | 000                                   | 000                                   | 127                                   |
| 반대                                  | 040                                   | 000                                   | 000                                   | 001                                   | 001                                   | 042                                   |

| 투표            | 투표 총계 |
| --------------- | --------- |
| "찬성" 투표     | 127       |
| "반대" 투표     | 42        |
| 불참/투표 안 함 | 21        |

#### 탄핵 재판에서 1호 소추안의 역할
탄핵소추안에 대한 투표 시기가 왔을 때, 1호 소추안은 건너뛰기로 결정되었다. 이는 공화당 상원의원 존 셔먼이 해당 혐의에 대한 투표가 이루어질 경우 무죄를 선고할 것이라고 발표했기 때문이었다. 셔먼이 재임 기간법을 작성한 상원 위원회를 주재했기 때문에, 다른 상원의원들도 그의 판단을 따르고 이 혐의에 대해 무죄를 선고할 것이라고 여겨졌다. 그러나 셔먼은 로렌조 토마스의 임시 임명이 재임 기간법을 위반했다고 주장한 2호 및 3호 소추안에 대해서는 유죄로 투표할 것이라고 선언했다. 셔먼은 1호 소추안에 대한 유죄 판결 반대나 2호 및 3호 소추안에 대한 유죄 판결 지지에 대한 명확한 이유를 제시하지 않았다.

### 2호 소추안

#### 2호 소추안 본문
미국 대통령 앤드루 존슨은 주님의 해 1868년 2월 21일 컬럼비아 특별구 워싱턴에서 그의 취임 선서의 중대한 의무를 망각하고, 미국 헌법을 위반하며, 1867년 3월 2일에 통과된 "특정 민간 직위의 재임 기간을 규제하는 법"이라는 법률 조항에 반하여, 당시 회기 중이던 상원의 조언과 동의 없이, 그리고 법적 권한 없이 로렌조 토마스에게 임시 육군 장관으로 임명하는 권한 서한을 발행함으로써 로렌조 토마스를 임시 육군 장관으로 임명했다. 그 내용은 실질적으로 다음과 같다.
워싱턴 D.C. 행정부 청사, 1868년 2월 21일.

각하: 에드윈 M. 스탠턴 육군부 장관이 오늘부로 직위에서 해임되었으므로, 귀하는 이로써 임시 육군 장관으로 권한을 위임받고, 해당 직무를 즉시 수행해야 합니다. 스탠턴 씨는 현재 그의 보관 및 책임하에 있는 모든 기록, 서적, 서류 및 기타 공공 재산을 귀하에게 이전하라는 지시를 받았습니다. 경의를 표하며,

앤드루 존슨.

워싱턴 D.C. 미합중국 육군 부관장 로렌조 토마스 준장 귀하

이에 따라 미국 대통령 앤드루 존슨은 해당 직위에서 중대한 비행을 저질렀고 유죄이다.

#### 2호 소추안 요약
2호 소추안은 로렌조 토마스를 임시 육군 장관으로 임명한 것이 재임 기간법을 위반했다고 고발했다. 이 소추안은 존슨이 육군 장관 스탠턴이 재임 기간법을 위반하여 해임되었기 때문에 사실상 법적 공석이 없었음에도 불구하고 로렌조 토마스에게 임시 육군 장관으로 임명하는 "권한 서한"을 보냄으로써 재임 기간법을 위반했다고 주장했다. 2호 소추안의 혐의는 3호 소추안의 혐의와 거의 다르지 않았다.

#### 2호 소추안에 대한 하원 채택 투표
| 2호 소추안에 대한 하원 채택 투표 | 2호 소추안에 대한 하원 채택 투표 | 2호 소추안에 대한 하원 채택 투표 | 2호 소추안에 대한 하원 채택 투표 | 2호 소추안에 대한 하원 채택 투표 | 2호 소추안에 대한 하원 채택 투표 | 2호 소추안에 대한 하원 채택 투표 |
| [ 45 ] [ 47 ] [ 44 ]             | 당파                             | 당파                             | 당파                             | 당파                             | 당파                             | 총 투표                          |
| [ 45 ] [ 47 ] [ 44 ]             | 민주당 (미국)                    | 공화당 (미국)                    | 보수당                           | 보수 공화당                      | 독립 공화당                      | 총 투표                          |
| -------------------------------- | -------------------------------- | -------------------------------- | -------------------------------- | -------------------------------- | -------------------------------- | -------------------------------- |
| 찬성                             | 000                              | 124                              | 000                              | 000                              | 000                              | 124                              |
| 반대                             | 039                              | 000                              | 000                              | 001                              | 001                              | 041                              |

| 투표            | 투표 총계 |
| --------------- | --------- |
| "찬성" 투표     | 124       |
| "반대" 투표     | 41        |
| 불참/투표 안 함 | 25        |

#### 2호 소추안에 대한 상원 평결 투표
| 2호 소추안에 대한 미국 상원 평결 투표 (유죄 판결을 위해서는 36표의 "유죄" 투표가 필요) | 2호 소추안에 대한 미국 상원 평결 투표 (유죄 판결을 위해서는 36표의 "유죄" 투표가 필요) | 2호 소추안에 대한 미국 상원 평결 투표 (유죄 판결을 위해서는 36표의 "유죄" 투표가 필요) | 2호 소추안에 대한 미국 상원 평결 투표 (유죄 판결을 위해서는 36표의 "유죄" 투표가 필요) |
| 1868년 5월 26일 | 당파                                                                                   | 당파                                                                                   | 총 투표                                                                                |
| 1868년 5월 26일 | 민주당 (미국)                                                                          | 공화당 (미국)                                                                          | 총 투표                                                                                |
| --- | -------------------------------------------------------------------------------------- | -------------------------------------------------------------------------------------- | -------------------------------------------------------------------------------------- |
| 찬성 (유죄) | 0                                                                                      | 35                                                                                     | 35                                                                                     |
| 반대 (무죄) | 09                                                                                     | 10                                                                                     | 19                                                                                     |
| \| 2호 소추안 평결을 위한 호명 \| 2호 소추안 평결을 위한 호명 \| 2호 소추안 평결을 위한 호명 \| \| 상원의원 \| 당파–주 \| 투표 \| \| --------------------------- \| --------------------------- \| --------------------------- \| \| 헨리 B. 앤서니 \| R–RI \| 찬성 \| \| 제임스 A. 베이어드 주니어 \| D–DE \| 반대 \| \| 찰스 R. 버크루 \| D–PA \| 반대 \| \| 사이먼 카메론 \| R–PA \| 찬성 \| \| 알렉산더 G. 캐텔 \| R–NJ \| 찬성 \| \| 자카리아 챈들러 \| R–MI \| 찬성 \| \| 코넬리우스 콜 \| R–CA \| 찬성 \| \| 로스코 콩클링 \| R–NY \| 찬성 \| \| 존 코네스 \| R–CA \| 찬성 \| \| 헨리 W. 코벳 \| R–OR \| 찬성 \| \| 애런 H. 크래긴 \| R–NH \| 찬성 \| \| 개럿 데이비스 \| D–KY \| 반대 \| \| 제임스 딕슨 \| R–CT \| 반대 \| \| 제임스 루드 둘리틀 \| R–WI \| 반대 \| \| 찰스 D. 드레이크 \| R–MO \| 찬성 \| \| 조지 F. 에드먼즈 \| R–VT \| 찬성 \| \| 오리스 S. 페리 \| R–CT \| 찬성 \| \| 윌리엄 P. 페센든 \| R–ME \| 반대 \| \| 조지프 S. 파울러 \| R–TN \| 반대 \| \| 프레데릭 T. 프렐링하이젠 \| R–NJ \| 찬성 \| \| 제임스 W. 그라임스 \| R–IA \| 반대 \| \| 제임스 할런 \| R–IA \| 찬성 \| \| 존 B. 헨더슨 \| R–MO \| 반대 \| \| 토머스 A. 헨드릭스 \| D–IN \| 반대 \| \| 제이콥 M. 하워드 \| R–MI \| 찬성 \| \| 티모시 O. 하우 \| R–WI \| 찬성 \| \| 레버디 존슨 \| D–MD \| 반대 \| \| 토머스 C. 매크리리 \| D–KY \| 반대 \| \| 에드윈 D. 모건 \| R–NY \| 찬성 \| \| 저스틴 스미스 모릴 \| R–VT \| 찬성 \| \| 롯 M. 모릴 \| R–ME \| 찬성 \| \| 올리버 P. 모튼 \| R–IN \| 찬성 \| \| 대니얼 셸던 노튼 \| R–MN \| 반대 \| \| 제임스 W. 나이 \| R–NV \| 찬성 \| \| 데이비드 T. 패터슨 \| D–TN \| 반대 \| \| 제임스 W. 패터슨 \| R–NH \| 찬성 \| \| 새뮤얼 C. 포메로이 \| R–KS \| 찬성 \| \| 알렉산더 램지 \| R–MN \| 찬성 \| \| 에드먼드 G. 로스 \| R–KS \| 반대 \| \| 윌러드 솔스베리 1세 \| D–DE \| 반대 \| \| 존 셔먼 \| R–OH \| 찬성 \| \| 윌리엄 스프라게 4세 \| R–RI \| 찬성 \| \| 윌리엄 M. 스튜어트 \| R–NV \| 찬성 \| \| 찰스 섬너 \| R–MA \| 찬성 \| \| 존 밀턴 테이어 \| R–NE \| 찬성 \| \| 토머스 팁턴 \| R–NE \| 찬성 \| \| 라이먼 트럼불 \| R–IL \| 반대 \| \| 피터 G. 반 윙클 \| R–WV \| 반대 \| \| 조지 비커스 \| D–MD \| 반대 \| \| 벤저민 웨이드 \| R–OH \| 찬성 \| \| 웨이트먼 T. 윌리 \| R–WV \| 찬성 \| \| 조지 헨리 윌리엄스 \| R–OR \| 찬성 \| \| 헨리 윌슨 \| R–MA \| 찬성 \| \| 리처드 예이츠 \| R–IL \| 찬성 \| 출처: |                                                                                        |                                                                                        |                                                                                        |
| 2호 소추안 평결을 위한 호명 |                                                                                        |                                                                                        |                                                                                        |
| 상원의원 | 당파–주                                                                                | 투표                                                                                   |                                                                                        |
| 헨리 B. 앤서니 | R–RI                                                                                   | 찬성                                                                                   |                                                                                        |
| 제임스 A. 베이어드 주니어 | D–DE                                                                                   | 반대                                                                                   |                                                                                        |
| 찰스 R. 버크루 | D–PA                                                                                   | 반대                                                                                   |                                                                                        |
| 사이먼 카메론 | R–PA                                                                                   | 찬성                                                                                   |                                                                                        |
| 알렉산더 G. 캐텔 | R–NJ                                                                                   | 찬성                                                                                   |                                                                                        |
| 자카리아 챈들러 | R–MI                                                                                   | 찬성                                                                                   |                                                                                        |
| 코넬리우스 콜 | R–CA                                                                                   | 찬성                                                                                   |                                                                                        |
| 로스코 콩클링 | R–NY                                                                                   | 찬성                                                                                   |                                                                                        |
| 존 코네스 | R–CA                                                                                   | 찬성                                                                                   |                                                                                        |
| 헨리 W. 코벳 | R–OR                                                                                   | 찬성                                                                                   |                                                                                        |
| 애런 H. 크래긴 | R–NH                                                                                   | 찬성                                                                                   |                                                                                        |
| 개럿 데이비스 | D–KY                                                                                   | 반대                                                                                   |                                                                                        |
| 제임스 딕슨 | R–CT                                                                                   | 반대                                                                                   |                                                                                        |
| 제임스 루드 둘리틀 | R–WI                                                                                   | 반대                                                                                   |                                                                                        |
| 찰스 D. 드레이크 | R–MO                                                                                   | 찬성                                                                                   |                                                                                        |
| 조지 F. 에드먼즈 | R–VT                                                                                   | 찬성                                                                                   |                                                                                        |
| 오리스 S. 페리 | R–CT                                                                                   | 찬성                                                                                   |                                                                                        |
| 윌리엄 P. 페센든 | R–ME                                                                                   | 반대                                                                                   |                                                                                        |
| 조지프 S. 파울러 | R–TN                                                                                   | 반대                                                                                   |                                                                                        |
| 프레데릭 T. 프렐링하이젠 | R–NJ                                                                                   | 찬성                                                                                   |                                                                                        |
| 제임스 W. 그라임스 | R–IA                                                                                   | 반대                                                                                   |                                                                                        |
| 제임스 할런 | R–IA                                                                                   | 찬성                                                                                   |                                                                                        |
| 존 B. 헨더슨 | R–MO                                                                                   | 반대                                                                                   |                                                                                        |
| 토머스 A. 헨드릭스 | D–IN                                                                                   | 반대                                                                                   |                                                                                        |
| 제이콥 M. 하워드 | R–MI                                                                                   | 찬성                                                                                   |                                                                                        |
| 티모시 O. 하우 | R–WI                                                                                   | 찬성                                                                                   |                                                                                        |
| 레버디 존슨 | D–MD                                                                                   | 반대                                                                                   |                                                                                        |
| 토머스 C. 매크리리 | D–KY                                                                                   | 반대                                                                                   |                                                                                        |
| 에드윈 D. 모건 | R–NY                                                                                   | 찬성                                                                                   |                                                                                        |
| 저스틴 스미스 모릴 | R–VT                                                                                   | 찬성                                                                                   |                                                                                        |
| 롯 M. 모릴 | R–ME                                                                                   | 찬성                                                                                   |                                                                                        |
| 올리버 P. 모튼 | R–IN                                                                                   | 찬성                                                                                   |                                                                                        |
| 대니얼 셸던 노튼 | R–MN                                                                                   | 반대                                                                                   |                                                                                        |
| 제임스 W. 나이 | R–NV                                                                                   | 찬성                                                                                   |                                                                                        |
| 데이비드 T. 패터슨 | D–TN                                                                                   | 반대                                                                                   |                                                                                        |
| 제임스 W. 패터슨 | R–NH                                                                                   | 찬성                                                                                   |                                                                                        |
| 새뮤얼 C. 포메로이 | R–KS                                                                                   | 찬성                                                                                   |                                                                                        |
| 알렉산더 램지 | R–MN                                                                                   | 찬성                                                                                   |                                                                                        |
| 에드먼드 G. 로스 | R–KS                                                                                   | 반대                                                                                   |                                                                                        |
| 윌러드 솔스베리 1세 | D–DE                                                                                   | 반대                                                                                   |                                                                                        |
| 존 셔먼 | R–OH                                                                                   | 찬성                                                                                   |                                                                                        |
| 윌리엄 스프라게 4세 | R–RI                                                                                   | 찬성                                                                                   |                                                                                        |
| 윌리엄 M. 스튜어트 | R–NV                                                                                   | 찬성                                                                                   |                                                                                        |
| 찰스 섬너 | R–MA                                                                                   | 찬성                                                                                   |                                                                                        |
| 존 밀턴 테이어 | R–NE                                                                                   | 찬성                                                                                   |                                                                                        |
| 토머스 팁턴 | R–NE                                                                                   | 찬성                                                                                   |                                                                                        |
| 라이먼 트럼불 | R–IL                                                                                   | 반대                                                                                   |                                                                                        |
| 피터 G. 반 윙클 | R–WV                                                                                   | 반대                                                                                   |                                                                                        |
| 조지 비커스 | D–MD                                                                                   | 반대                                                                                   |                                                                                        |
| 벤저민 웨이드 | R–OH                                                                                   | 찬성                                                                                   |                                                                                        |
| 웨이트먼 T. 윌리 | R–WV                                                                                   | 찬성                                                                                   |                                                                                        |
| 조지 헨리 윌리엄스 | R–OR                                                                                   | 찬성                                                                                   |                                                                                        |
| 헨리 윌슨 | R–MA                                                                                   | 찬성                                                                                   |                                                                                        |
| 리처드 예이츠 | R–IL                                                                                   | 찬성                                                                                   |                                                                                        |

### 3호 소추안

#### 3호 소추안 본문
미국 대통령 앤드루 존슨은 주님의 해 1868년 2월 21일 컬럼비아 특별구 워싱턴에서 중대한 비행을 저질렀고 유죄이며, 그 내용은 다음과 같다: 법적 권한 없이, 그리고 미국 상원이 회기 중임에도 불구하고, 상원의 조언과 동의 없이, 그리고 미국 헌법을 위반하여 로렌조 토마스를 임시 육군부 장관으로 임명했는데, 상원 휴회 기간 동안 육군부 장관 직위에 공석이 발생하지 않았고, 당시 해당 직위에 공석이 없었다. 앤드루 존슨이 로렌조 토마스를 임명한 해당 임명 내용은 실질적으로 다음과 같다.
워싱턴 D.C. 행정부 청사, 1868년 2월 21일.

각하: E. M. 스탠턴 육군부 장관이 오늘부로 직위에서 해임되었으므로, 귀하는 이로써 임시 육군 장관으로 권한을 위임받고, 해당 직무를 즉시 수행해야 합니다. 스탠턴 씨는 현재 그의 보관 및 책임하에 있는 모든 기록, 서적, 서류 및 기타 공공 재산을 귀하에게 이전하라는 지시를 받았습니다. 경의를 표하며,

앤드루 존슨

워싱턴 D.C. 미합중국 육군 부관장 L. 토마스 준장 귀하

#### 3호 소추안 요약
다른 많은 소추안과 마찬가지로 3호 소추안은 존슨이 육군 장관 스탠턴을 해임하려 시도함으로써 재임 기간법을 위반한 것과 관련이 있었다. 2호 소추안과 마찬가지로 3호 소추안은 로렌조 토마스를 임시 육군 장관으로 임명한 것이 재임 기간법을 위반하려는 의도로 이루어졌다고 주장했다. 3호 소추안은 육군 장관 스탠턴이 재임 기간법을 위반하여 해임되었기 때문에 사실상 법적 공석이 없었음에도 불구하고 존슨이 로렌조 토마스를 임시 육군 장관으로 임명하려 했다고 주장했다. 3호 소추안의 혐의는 2호 소추안의 혐의와 거의 다르지 않았다.

#### 3호 소추안에 대한 하원 채택 투표
| 3호 소추안에 대한 하원 채택 투표 | 3호 소추안에 대한 하원 채택 투표 | 3호 소추안에 대한 하원 채택 투표 | 3호 소추안에 대한 하원 채택 투표 | 3호 소추안에 대한 하원 채택 투표 | 3호 소추안에 대한 하원 채택 투표 | 3호 소추안에 대한 하원 채택 투표 |
| [ 45 ] [ 48 ] [ 44 ]             | 당파                             | 당파                             | 당파                             | 당파                             | 당파                             | 총 투표                          |
| [ 45 ] [ 48 ] [ 44 ]             | 민주당 (미국)                    | 공화당 (미국)                    | 보수당                           | 보수 공화당                      | 독립 공화당                      | 총 투표                          |
| -------------------------------- | -------------------------------- | -------------------------------- | -------------------------------- | -------------------------------- | -------------------------------- | -------------------------------- |
| 찬성                             | 001                              | 123                              | 000                              | 000                              | 000                              | 124                              |
| 반대                             | 038                              | 000                              | 000                              | 001                              | 001                              | 040                              |

| 투표            | 투표 총계 |
| --------------- | --------- |
| "찬성" 투표     | 124       |
| "반대" 투표     | 40        |
| 불참/투표 안 함 | 26        |

#### 3호 소추안에 대한 상원 평결 투표
| 3호 소추안에 대한 미국 상원 평결 투표 (유죄 판결을 위해서는 36표의 "유죄" 투표가 필요) | 3호 소추안에 대한 미국 상원 평결 투표 (유죄 판결을 위해서는 36표의 "유죄" 투표가 필요) | 3호 소추안에 대한 미국 상원 평결 투표 (유죄 판결을 위해서는 36표의 "유죄" 투표가 필요) | 3호 소추안에 대한 미국 상원 평결 투표 (유죄 판결을 위해서는 36표의 "유죄" 투표가 필요) |
| 1868년 5월 26일 | 당파                                                                                   | 당파                                                                                   | 총 투표                                                                                |
| 1868년 5월 26일 | 민주당 (미국)                                                                          | 공화당 (미국)                                                                          | 총 투표                                                                                |
| --- | -------------------------------------------------------------------------------------- | -------------------------------------------------------------------------------------- | -------------------------------------------------------------------------------------- |
| 찬성 (유죄) | 0                                                                                      | 35                                                                                     | 35                                                                                     |
| 반대 (무죄) | 09                                                                                     | 10                                                                                     | 19                                                                                     |
| \| 3호 소추안 평결을 위한 호명 \| 3호 소추안 평결을 위한 호명 \| 3호 소추안 평결을 위한 호명 \| \| 상원의원 \| 당파–주 \| 투표 \| \| --------------------------- \| --------------------------- \| --------------------------- \| \| 헨리 B. 앤서니 \| R–RI \| 찬성 \| \| 제임스 A. 베이어드 주니어 \| D–DE \| 반대 \| \| 찰스 R. 버크루 \| D–PA \| 반대 \| \| 사이먼 카메론 \| R–PA \| 찬성 \| \| 알렉산더 G. 캐텔 \| R–NJ \| 찬성 \| \| 자카리아 챈들러 \| R–MI \| 찬성 \| \| 코넬리우스 콜 \| R–CA \| 찬성 \| \| 로스코 콩클링 \| R–NY \| 찬성 \| \| 존 코네스 \| R–CA \| 찬성 \| \| 헨리 W. 코벳 \| R–OR \| 찬성 \| \| 애런 H. 크래긴 \| R–NH \| 찬성 \| \| 개럿 데이비스 \| D–KY \| 반대 \| \| 제임스 딕슨 \| R–CT \| 반대 \| \| 제임스 루드 둘리틀 \| R–WI \| 반대 \| \| 찰스 D. 드레이크 \| R–MO \| 찬성 \| \| 조지 F. 에드먼즈 \| R–VT \| 찬성 \| \| 오리스 S. 페리 \| R–CT \| 찬성 \| \| 윌리엄 P. 페센든 \| R–ME \| 반대 \| \| 조지프 S. 파울러 \| R–TN \| 반대 \| \| 프레데릭 T. 프렐링하이젠 \| R–NJ \| 찬성 \| \| 제임스 W. 그라임스 \| R–IA \| 반대 \| \| 제임스 할런 \| R–IA \| 찬성 \| \| 존 B. 헨더슨 \| R–MO \| 반대 \| \| 토머스 A. 헨드릭스 \| D–IN \| 반대 \| \| 제이콥 M. 하워드 \| R–MI \| 찬성 \| \| 티모시 O. 하우 \| R–WI \| 찬성 \| \| 레버디 존슨 \| D–MD \| 반대 \| \| 토머스 C. 매크리리 \| D–KY \| 반대 \| \| 에드윈 D. 모건 \| R–NY \| 찬성 \| \| 저스틴 스미스 모릴 \| R–VT \| 찬성 \| \| 롯 M. 모릴 \| R–ME \| 찬성 \| \| 올리버 P. 모튼 \| R–IN \| 찬성 \| \| 대니얼 셸던 노튼 \| R–MN \| 반대 \| \| 제임스 W. 나이 \| R–NV \| 찬성 \| \| 데이비드 T. 패터슨 \| D–TN \| 반대 \| \| 제임스 W. 패터슨 \| R–NH \| 찬성 \| \| 새뮤얼 C. 포메로이 \| R–KS \| 찬성 \| \| 알렉산더 램지 \| R–MN \| 찬성 \| \| 에드먼드 G. 로스 \| R–KS \| 반대 \| \| 윌러드 솔스베리 1세 \| D–DE \| 반대 \| \| 존 셔먼 \| R–OH \| 찬성 \| \| 윌리엄 스프라게 4세 \| R–RI \| 찬성 \| \| 윌리엄 M. 스튜어트 \| R–NV \| 찬성 \| \| 찰스 섬너 \| R–MA \| 찬성 \| \| 존 밀턴 테이어 \| R–NE \| 찬성 \| \| 토머스 팁턴 \| R–NE \| 찬성 \| \| 라이먼 트럼불 \| R–IL \| 반대 \| \| 피터 G. 반 윙클 \| R–WV \| 반대 \| \| 조지 비커스 \| D–MD \| 반대 \| \| 벤저민 웨이드 \| R–OH \| 찬성 \| \| 웨이트먼 T. 윌리 \| R–WV \| 찬성 \| \| 조지 헨리 윌리엄스 \| R–OR \| 찬성 \| \| 헨리 윌슨 \| R–MA \| 찬성 \| \| 리처드 예이츠 \| R–IL \| 찬성 \| 출처: |                                                                                        |                                                                                        |                                                                                        |
| 3호 소추안 평결을 위한 호명 |                                                                                        |                                                                                        |                                                                                        |
| 상원의원 | 당파–주                                                                                | 투표                                                                                   |                                                                                        |
| 헨리 B. 앤서니 | R–RI                                                                                   | 찬성                                                                                   |                                                                                        |
| 제임스 A. 베이어드 주니어 | D–DE                                                                                   | 반대                                                                                   |                                                                                        |
| 찰스 R. 버크루 | D–PA                                                                                   | 반대                                                                                   |                                                                                        |
| 사이먼 카메론 | R–PA                                                                                   | 찬성                                                                                   |                                                                                        |
| 알렉산더 G. 캐텔 | R–NJ                                                                                   | 찬성                                                                                   |                                                                                        |
| 자카리아 챈들러 | R–MI                                                                                   | 찬성                                                                                   |                                                                                        |
| 코넬리우스 콜 | R–CA                                                                                   | 찬성                                                                                   |                                                                                        |
| 로스코 콩클링 | R–NY                                                                                   | 찬성                                                                                   |                                                                                        |
| 존 코네스 | R–CA                                                                                   | 찬성                                                                                   |                                                                                        |
| 헨리 W. 코벳 | R–OR                                                                                   | 찬성                                                                                   |                                                                                        |
| 애런 H. 크래긴 | R–NH                                                                                   | 찬성                                                                                   |                                                                                        |
| 개럿 데이비스 | D–KY                                                                                   | 반대                                                                                   |                                                                                        |
| 제임스 딕슨 | R–CT                                                                                   | 반대                                                                                   |                                                                                        |
| 제임스 루드 둘리틀 | R–WI                                                                                   | 반대                                                                                   |                                                                                        |
| 찰스 D. 드레이크 | R–MO                                                                                   | 찬성                                                                                   |                                                                                        |
| 조지 F. 에드먼즈 | R–VT                                                                                   | 찬성                                                                                   |                                                                                        |
| 오리스 S. 페리 | R–CT                                                                                   | 찬성                                                                                   |                                                                                        |
| 윌리엄 P. 페센든 | R–ME                                                                                   | 반대                                                                                   |                                                                                        |
| 조지프 S. 파울러 | R–TN                                                                                   | 반대                                                                                   |                                                                                        |
| 프레데릭 T. 프렐링하이젠 | R–NJ                                                                                   | 찬성                                                                                   |                                                                                        |
| 제임스 W. 그라임스 | R–IA                                                                                   | 반대                                                                                   |                                                                                        |
| 제임스 할런 | R–IA                                                                                   | 찬성                                                                                   |                                                                                        |
| 존 B. 헨더슨 | R–MO                                                                                   | 반대                                                                                   |                                                                                        |
| 토머스 A. 헨드릭스 | D–IN                                                                                   | 반대                                                                                   |                                                                                        |
| 제이콥 M. 하워드 | R–MI                                                                                   | 찬성                                                                                   |                                                                                        |
| 티모시 O. 하우 | R–WI                                                                                   | 찬성                                                                                   |                                                                                        |
| 레버디 존슨 | D–MD                                                                                   | 반대                                                                                   |                                                                                        |
| 토머스 C. 매크리리 | D–KY                                                                                   | 반대                                                                                   |                                                                                        |
| 에드윈 D. 모건 | R–NY                                                                                   | 찬성                                                                                   |                                                                                        |
| 저스틴 스미스 모릴 | R–VT                                                                                   | 찬성                                                                                   |                                                                                        |
| 롯 M. 모릴 | R–ME                                                                                   | 찬성                                                                                   |                                                                                        |
| 올리버 P. 모튼 | R–IN                                                                                   | 찬성                                                                                   |                                                                                        |
| 대니얼 셸던 노튼 | R–MN                                                                                   | 반대                                                                                   |                                                                                        |
| 제임스 W. 나이 | R–NV                                                                                   | 찬성                                                                                   |                                                                                        |
| 데이비드 T. 패터슨 | D–TN                                                                                   | 반대                                                                                   |                                                                                        |
| 제임스 W. 패터슨 | R–NH                                                                                   | 찬성                                                                                   |                                                                                        |
| 새뮤얼 C. 포메로이 | R–KS                                                                                   | 찬성                                                                                   |                                                                                        |
| 알렉산더 램지 | R–MN                                                                                   | 찬성                                                                                   |                                                                                        |
| 에드먼드 G. 로스 | R–KS                                                                                   | 반대                                                                                   |                                                                                        |
| 윌러드 솔스베리 1세 | D–DE                                                                                   | 반대                                                                                   |                                                                                        |
| 존 셔먼 | R–OH                                                                                   | 찬성                                                                                   |                                                                                        |
| 윌리엄 스프라게 4세 | R–RI                                                                                   | 찬성                                                                                   |                                                                                        |
| 윌리엄 M. 스튜어트 | R–NV                                                                                   | 찬성                                                                                   |                                                                                        |
| 찰스 섬너 | R–MA                                                                                   | 찬성                                                                                   |                                                                                        |
| 존 밀턴 테이어 | R–NE                                                                                   | 찬성                                                                                   |                                                                                        |
| 토머스 팁턴 | R–NE                                                                                   | 찬성                                                                                   |                                                                                        |
| 라이먼 트럼불 | R–IL                                                                                   | 반대                                                                                   |                                                                                        |
| 피터 G. 반 윙클 | R–WV                                                                                   | 반대                                                                                   |                                                                                        |
| 조지 비커스 | D–MD                                                                                   | 반대                                                                                   |                                                                                        |
| 벤저민 웨이드 | R–OH                                                                                   | 찬성                                                                                   |                                                                                        |
| 웨이트먼 T. 윌리 | R–WV                                                                                   | 찬성                                                                                   |                                                                                        |
| 조지 헨리 윌리엄스 | R–OR                                                                                   | 찬성                                                                                   |                                                                                        |
| 헨리 윌슨 | R–MA                                                                                   | 찬성                                                                                   |                                                                                        |
| 리처드 예이츠 | R–IL                                                                                   | 찬성                                                                                   |                                                                                        |

### 4호 소추안

#### 4호 소추안 본문
미국 대통령 앤드루 존슨은 그의 직무의 중대한 의무와 취임 선서를 망각하고, 미국 헌법 및 법률을 위반하여 주님의 해 1868년 2월 21일 컬럼비아 특별구 워싱턴에서 로렌조 토마스와 하원에 알려지지 않은 다른 사람들과 불법적으로 공모하여, 위협과 협박을 통해 당시 육군부 장관으로 미국 법률에 따라 정식으로 임명된 에드윈 M. 스탠턴이 육군부 장관 직위를 보유하는 것을 방해하고 저지하려는 의도를 가졌다. 이는 미국 헌법 및 1861년 7월 31일 승인된 "특정 음모를 정의하고 처벌하는 법"이라는 법률 조항에 반하고 이를 위반하는 것이며, 이에 따라 미국 대통령 앤드루 존슨은 해당 직위에서 중대한 범죄를 저질렀고 유죄이다.

#### 4호 소추안 요약
다른 많은 소추안과 마찬가지로 4호 소추안은 존슨이 육군 장관 스탠턴을 해임하려 시도함으로써 재임 기간법을 위반한 것과 관련이 있었다. 5호, 6호, 7호, 8호 소추안과 마찬가지로, 이는 또한 공모를 주장했다. 이 소추안은 존슨이 로렌조 토마스 및 다른 사람들과 공모하여 스탠턴 장관을 축출하고 그가 육군 장관으로서의 직무를 수행하는 것을 방해함으로써 1861년 연방 공모 법률을 위반했다고 주장했다.

#### 4호 소추안에 대한 하원 채택 투표
| 4호 소추안에 대한 하원 채택 투표 | 4호 소추안에 대한 하원 채택 투표 | 4호 소추안에 대한 하원 채택 투표 | 4호 소추안에 대한 하원 채택 투표 | 4호 소추안에 대한 하원 채택 투표 | 4호 소추안에 대한 하원 채택 투표 | 4호 소추안에 대한 하원 채택 투표 |
| [ 45 ] [ 49 ] [ 44 ]             | 당파                             | 당파                             | 당파                             | 당파                             | 당파                             | 총 투표                          |
| [ 45 ] [ 49 ] [ 44 ]             | 민주당 (미국)                    | 공화당 (미국)                    | 보수당                           | 보수 공화당                      | 독립 공화당                      | 총 투표                          |
| -------------------------------- | -------------------------------- | -------------------------------- | -------------------------------- | -------------------------------- | -------------------------------- | -------------------------------- |
| 찬성                             | 001                              | 116                              | 000                              | 000                              | 000                              | 117                              |
| 반대                             | 039                              | 000                              | 000                              | 000                              | 001                              | 040                              |

| 투표            | 투표 총계 |
| --------------- | --------- |
| "찬성" 투표     | 117       |
| "반대" 투표     | 40        |
| 불참/투표 안 함 | 33        |

### 5호 소추안

#### 5호 소추안 본문
미국 대통령 앤드루 존슨은 그의 직무의 중대한 의무와 취임 선서를 망각하고, 주님의 해 1868년 2월 21일과 해당 연도 2월 28일 이전의 여러 다른 날과 시간에 컬럼비아 특별구 워싱턴에서 로렌조 토마스와 하원에 알려지지 않은 다른 사람들과 불법적으로 공모하여, 1867년 3월 2일에 통과된 "특정 민간 직위의 재임 기간을 규제하는 법"이라는 법률의 집행을 물리적으로 방해하고 저지하려 했으며, 해당 공모에 따라 당시 육군부 장관으로 미국 법률에 따라 정식으로 임명되고 위임된 E. M. 스탠턴이 해당 직위를 보유하는 것을 방해하려 시도했다. 이에 따라 미국 대통령 앤드루 존슨은 해당 직위에서 중대한 비행을 저질렀고 유죄이다.

#### 5호 소추안 요약
다른 많은 소추안과 마찬가지로 5호 소추안은 존슨이 육군 장관 스탠턴을 해임하려 시도함으로써 재임 기간법을 위반한 것과 관련이 있었다. 4호 소추안과 유사하게 5호 소추안은 존슨이 토마스와 공모하여 스탠턴을 축출하려 했다고 주장했다. 이 소추안은 존슨이 토마스와 함께 무력을 사용하여 스탠턴 장관을 축출함으로써 재임 기간법의 "집행을 방해하고 저지했다"고 구체적으로 주장했다.

#### 5호 소추안에 대한 하원 채택 투표
| 5호 소추안에 대한 하원 채택 투표 | 5호 소추안에 대한 하원 채택 투표 | 5호 소추안에 대한 하원 채택 투표 | 5호 소추안에 대한 하원 채택 투표 | 5호 소추안에 대한 하원 채택 투표 | 5호 소추안에 대한 하원 채택 투표 | 5호 소추안에 대한 하원 채택 투표 |
| [ 45 ] [ 50 ] [ 44 ]             | 당파                             | 당파                             | 당파                             | 당파                             | 당파                             | 총 투표                          |
| [ 45 ] [ 50 ] [ 44 ]             | 민주당 (미국)                    | 공화당 (미국)                    | 보수당                           | 보수 공화당                      | 독립 공화당                      | 총 투표                          |
| -------------------------------- | -------------------------------- | -------------------------------- | -------------------------------- | -------------------------------- | -------------------------------- | -------------------------------- |
| 찬성                             | 000                              | 127                              | 000                              | 000                              | 000                              | 127                              |
| 반대                             | 040                              | 000                              | 000                              | 001                              | 001                              | 042                              |

| 투표            | 투표 총계 |
| --------------- | --------- |
| "찬성" 투표     | 127       |
| "반대" 투표     | 42        |
| 불참/투표 안 함 | 21        |

### 6호 소추안

#### 6호 소추안 본문
미국 대통령 앤드루 존슨은 그의 중대한 직무와 취임 선서를 망각하고, 주님의 해 1868년 2월 21일 컬럼비아 특별구 워싱턴에서 로렌조 토마스와 불법적으로 공모하여, 1861년 7월 31일 승인된 "특정 음모를 정의하고 처벌하는 법"이라는 법률 조항에 반하여, 그리고 1867년 3월 2일에 통과된 "특정 민간 직위의 재임 기간을 규제하는 법"이라는 법률을 위반하고 무시하려는 의도로, 육군부의 미국 재산을 무력으로 압류, 탈취, 점유하려 했다. 이에 따라 미국 대통령 앤드루 존슨은 해당 직위에서 중대한 범죄를 저질렀다.

#### 6호 소추안 요약
다른 많은 소추안과 마찬가지로 6호 소추안은 존슨이 육군 장관 스탠턴을 해임하려 시도함으로써 재임 기간법을 위반한 것과 관련이 있었다. 이 소추안은 존슨과 로렌조 존슨이 공모하여 스탠턴을 축출하고 미국 전쟁부의 재산을 무력으로 압류하려 했다고 주장했다. 이 소추안은 이것이 1861년 연방 공모 법률과 재임 기간법 모두를 위반한 것이라고 고발했다. 7호 소추안은 6호 소추안과 사실상 동일한 공모를 주장했지만, 무력 사용에 대한 주장은 없었다.

#### 6호 소추안에 대한 하원 채택 투표
| 6호 소추안에 대한 하원 채택 투표 | 6호 소추안에 대한 하원 채택 투표 | 6호 소추안에 대한 하원 채택 투표 | 6호 소추안에 대한 하원 채택 투표 | 6호 소추안에 대한 하원 채택 투표 | 6호 소추안에 대한 하원 채택 투표 | 6호 소추안에 대한 하원 채택 투표 |
| [ 45 ] [ 51 ] [ 44 ]             | 당파                             | 당파                             | 당파                             | 당파                             | 당파                             | 총 투표                          |
| [ 45 ] [ 51 ] [ 44 ]             | 민주당 (미국)                    | 공화당 (미국)                    | 보수당                           | 보수 공화당                      | 독립 공화당                      | 총 투표                          |
| -------------------------------- | -------------------------------- | -------------------------------- | -------------------------------- | -------------------------------- | -------------------------------- | -------------------------------- |
| 찬성                             | 000                              | 127                              | 000                              | 000                              | 000                              | 127                              |
| 반대                             | 040                              | 000                              | 000                              | 001                              | 001                              | 042                              |

| 투표            | 투표 총계 |
| --------------- | --------- |
| "찬성" 투표     | 127       |
| "반대" 투표     | 42        |
| 불참/투표 안 함 | 21        |

#### 6호 소추안에 대한 상원 평결 투표
| 6호 소추안에 대한 미국 상원 평결 투표 (유죄 판결을 위해서는 36표의 "유죄" 투표가 필요) | 6호 소추안에 대한 미국 상원 평결 투표 (유죄 판결을 위해서는 36표의 "유죄" 투표가 필요) | 6호 소추안에 대한 미국 상원 평결 투표 (유죄 판결을 위해서는 36표의 "유죄" 투표가 필요) | 6호 소추안에 대한 미국 상원 평결 투표 (유죄 판결을 위해서는 36표의 "유죄" 투표가 필요) |
| 1868년 5월 16일 | 당파                                                                                   | 당파                                                                                   | 총 투표                                                                                |
| 1868년 5월 16일 | 민주당 (미국)                                                                          | 공화당 (미국)                                                                          | 총 투표                                                                                |
| --- | -------------------------------------------------------------------------------------- | -------------------------------------------------------------------------------------- | -------------------------------------------------------------------------------------- |
| 찬성 (유죄) | 0                                                                                      | 35                                                                                     | 35                                                                                     |
| 반대 (무죄) | 09                                                                                     | 10                                                                                     | 19                                                                                     |
| \| 6호 소추안 평결을 위한 호명 \| 6호 소추안 평결을 위한 호명 \| 6호 소추안 평결을 위한 호명 \| \| 상원의원 \| 당파–주 \| 투표 \| \| --------------------------- \| --------------------------- \| --------------------------- \| \| 헨리 B. 앤서니 \| R–RI \| 찬성 \| \| 제임스 A. 베이어드 주니어 \| D–DE \| 반대 \| \| 찰스 R. 버크루 \| D–PA \| 반대 \| \| 사이먼 카메론 \| R–PA \| 찬성 \| \| 알렉산더 G. 캐텔 \| R–NJ \| 찬성 \| \| 자카리아 챈들러 \| R–MI \| 찬성 \| \| 코넬리우스 콜 \| R–CA \| 찬성 \| \| 로스코 콩클링 \| R–NY \| 찬성 \| \| 존 코네스 \| R–CA \| 찬성 \| \| 헨리 W. 코벳 \| R–OR \| 찬성 \| \| 애런 H. 크래긴 \| R–NH \| 찬성 \| \| 개럿 데이비스 \| D–KY \| 반대 \| \| 제임스 딕슨 \| R–CT \| 반대 \| \| 제임스 루드 둘리틀 \| R–WI \| 반대 \| \| 찰스 D. 드레이크 \| R–MO \| 찬성 \| \| 조지 F. 에드먼즈 \| R–VT \| 찬성 \| \| 오리스 S. 페리 \| R–CT \| 찬성 \| \| 윌리엄 P. 페센든 \| R–ME \| 반대 \| \| 조지프 S. 파울러 \| R–TN \| 반대 \| \| 프레데릭 T. 프렐링하이젠 \| R–NJ \| 찬성 \| \| 제임스 W. 그라임스 \| R–IA \| 반대 \| \| 제임스 할런 \| R–IA \| 찬성 \| \| 존 B. 헨더슨 \| R–MO \| 반대 \| \| 토머스 A. 헨드릭스 \| D–IN \| 반대 \| \| 제이콥 M. 하워드 \| R–MI \| 찬성 \| \| 티모시 O. 하우 \| R–WI \| 찬성 \| \| 레버디 존슨 \| D–MD \| 반대 \| \| 토머스 C. 매크리리 \| D–KY \| 반대 \| \| 에드윈 D. 모건 \| R–NY \| 찬성 \| \| 저스틴 스미스 모릴 \| R–VT \| 찬성 \| \| 롯 M. 모릴 \| R–ME \| 찬성 \| \| 올리버 P. 모튼 \| R–IN \| 찬성 \| \| 대니얼 셸던 노튼 \| R–MN \| 반대 \| \| 제임스 W. 나이 \| R–NV \| 찬성 \| \| 데이비드 T. 패터슨 \| D–TN \| 반대 \| \| 제임스 W. 패터슨 \| R–NH \| 찬성 \| \| 새뮤얼 C. 포메로이 \| R–KS \| 찬성 \| \| 알렉산더 램지 \| R–MN \| 찬성 \| \| 에드먼드 G. 로스 \| R–KS \| 반대 \| \| 윌러드 솔스베리 1세 \| D–DE \| 반대 \| \| 존 셔먼 \| R–OH \| 찬성 \| \| 윌리엄 스프라게 4세 \| R–RI \| 찬성 \| \| 윌리엄 M. 스튜어트 \| R–NV \| 찬성 \| \| 찰스 섬너 \| R–MA \| 찬성 \| \| 존 밀턴 테이어 \| R–NE \| 찬성 \| \| 토머스 팁턴 \| R–NE \| 찬성 \| \| 라이먼 트럼불 \| R–IL \| 반대 \| \| 피터 G. 반 윙클 \| R–WV \| 반대 \| \| 조지 비커스 \| D–MD \| 반대 \| \| 벤저민 웨이드 \| R–OH \| 찬성 \| \| 웨이트먼 T. 윌리 \| R–WV \| 찬성 \| \| 조지 헨리 윌리엄스 \| R–OR \| 찬성 \| \| 헨리 윌슨 \| R–MA \| 찬성 \| \| 리처드 예이츠 \| R–IL \| 찬성 \| 출처: |                                                                                        |                                                                                        |                                                                                        |
| 6호 소추안 평결을 위한 호명 |                                                                                        |                                                                                        |                                                                                        |
| 상원의원 | 당파–주                                                                                | 투표                                                                                   |                                                                                        |
| 헨리 B. 앤서니 | R–RI                                                                                   | 찬성                                                                                   |                                                                                        |
| 제임스 A. 베이어드 주니어 | D–DE                                                                                   | 반대                                                                                   |                                                                                        |
| 찰스 R. 버크루 | D–PA                                                                                   | 반대                                                                                   |                                                                                        |
| 사이먼 카메론 | R–PA                                                                                   | 찬성                                                                                   |                                                                                        |
| 알렉산더 G. 캐텔 | R–NJ                                                                                   | 찬성                                                                                   |                                                                                        |
| 자카리아 챈들러 | R–MI                                                                                   | 찬성                                                                                   |                                                                                        |
| 코넬리우스 콜 | R–CA                                                                                   | 찬성                                                                                   |                                                                                        |
| 로스코 콩클링 | R–NY                                                                                   | 찬성                                                                                   |                                                                                        |
| 존 코네스 | R–CA                                                                                   | 찬성                                                                                   |                                                                                        |
| 헨리 W. 코벳 | R–OR                                                                                   | 찬성                                                                                   |                                                                                        |
| 애런 H. 크래긴 | R–NH                                                                                   | 찬성                                                                                   |                                                                                        |
| 개럿 데이비스 | D–KY                                                                                   | 반대                                                                                   |                                                                                        |
| 제임스 딕슨 | R–CT                                                                                   | 반대                                                                                   |                                                                                        |
| 제임스 루드 둘리틀 | R–WI                                                                                   | 반대                                                                                   |                                                                                        |
| 찰스 D. 드레이크 | R–MO                                                                                   | 찬성                                                                                   |                                                                                        |
| 조지 F. 에드먼즈 | R–VT                                                                                   | 찬성                                                                                   |                                                                                        |
| 오리스 S. 페리 | R–CT                                                                                   | 찬성                                                                                   |                                                                                        |
| 윌리엄 P. 페센든 | R–ME                                                                                   | 반대                                                                                   |                                                                                        |
| 조지프 S. 파울러 | R–TN                                                                                   | 반대                                                                                   |                                                                                        |
| 프레데릭 T. 프렐링하이젠 | R–NJ                                                                                   | 찬성                                                                                   |                                                                                        |
| 제임스 W. 그라임스 | R–IA                                                                                   | 반대                                                                                   |                                                                                        |
| 제임스 할런 | R–IA                                                                                   | 찬성                                                                                   |                                                                                        |
| 존 B. 헨더슨 | R–MO                                                                                   | 반대                                                                                   |                                                                                        |
| 토머스 A. 헨드릭스 | D–IN                                                                                   | 반대                                                                                   |                                                                                        |
| 제이콥 M. 하워드 | R–MI                                                                                   | 찬성                                                                                   |                                                                                        |
| 티모시 O. 하우 | R–WI                                                                                   | 찬성                                                                                   |                                                                                        |
| 레버디 존슨 | D–MD                                                                                   | 반대                                                                                   |                                                                                        |
| 토머스 C. 매크리리 | D–KY                                                                                   | 반대                                                                                   |                                                                                        |
| 에드윈 D. 모건 | R–NY                                                                                   | 찬성                                                                                   |                                                                                        |
| 저스틴 스미스 모릴 | R–VT                                                                                   | 찬성                                                                                   |                                                                                        |
| 롯 M. 모릴 | R–ME                                                                                   | 찬성                                                                                   |                                                                                        |
| 올리버 P. 모튼 | R–IN                                                                                   | 찬성                                                                                   |                                                                                        |
| 대니얼 셸던 노튼 | R–MN                                                                                   | 반대                                                                                   |                                                                                        |
| 제임스 W. 나이 | R–NV                                                                                   | 찬성                                                                                   |                                                                                        |
| 데이비드 T. 패터슨 | D–TN                                                                                   | 반대                                                                                   |                                                                                        |
| 제임스 W. 패터슨 | R–NH                                                                                   | 찬성                                                                                   |                                                                                        |
| 새뮤얼 C. 포메로이 | R–KS                                                                                   | 찬성                                                                                   |                                                                                        |
| 알렉산더 램지 | R–MN                                                                                   | 찬성                                                                                   |                                                                                        |
| 에드먼드 G. 로스 | R–KS                                                                                   | 반대                                                                                   |                                                                                        |
| 윌러드 솔스베리 1세 | D–DE                                                                                   | 반대                                                                                   |                                                                                        |
| 존 셔먼 | R–OH                                                                                   | 찬성                                                                                   |                                                                                        |
| 윌리엄 스프라게 4세 | R–RI                                                                                   | 찬성                                                                                   |                                                                                        |
| 윌리엄 M. 스튜어트 | R–NV                                                                                   | 찬성                                                                                   |                                                                                        |
| 찰스 섬너 | R–MA                                                                                   | 찬성                                                                                   |                                                                                        |
| 존 밀턴 테이어 | R–NE                                                                                   | 찬성                                                                                   |                                                                                        |
| 토머스 팁턴 | R–NE                                                                                   | 찬성                                                                                   |                                                                                        |
| 라이먼 트럼불 | R–IL                                                                                   | 반대                                                                                   |                                                                                        |
| 피터 G. 반 윙클 | R–WV                                                                                   | 반대                                                                                   |                                                                                        |
| 조지 비커스 | D–MD                                                                                   | 반대                                                                                   |                                                                                        |
| 벤저민 웨이드 | R–OH                                                                                   | 찬성                                                                                   |                                                                                        |
| 웨이트먼 T. 윌리 | R–WV                                                                                   | 찬성                                                                                   |                                                                                        |
| 조지 헨리 윌리엄스 | R–OR                                                                                   | 찬성                                                                                   |                                                                                        |
| 헨리 윌슨 | R–MA                                                                                   | 찬성                                                                                   |                                                                                        |
| 리처드 예이츠 | R–IL                                                                                   | 찬성                                                                                   |                                                                                        |

### 7호 소추안

#### 7호 소추안 본문
미국 대통령 앤드루 존슨은 그의 직무의 중대한 의무와 취임 선서를 망각하고, 주님의 해 1868년 2월 21일과 해당 연도 2월 28일 이전의 여러 다른 날에 컬럼비아 특별구 워싱턴에서 로렌조 토마스와 불법적으로 공모하여, 미국 법률인 1867년 3월 2일에 통과된 "특정 민간 직위의 재임 기간을 규제하는 법"의 집행을 방해하고 저지하려 했으며, 해당 공모에 따라 당시 육군부 장관으로 미국 법률에 따라 정식으로 임명되고 위임된 에드윈 M. 스탠턴이 해당 직위를 보유하는 것을 불법적으로 방해하려 시도했다. 이에 따라 미국 대통령 앤드루 존슨은 해당 직위에서 중대한 비행을 저질렀고 유죄이다.

#### 7호 소추안 요약
다른 많은 소추안과 마찬가지로 7호 소추안은 존슨이 육군 장관 스탠턴을 해임하려 시도함으로써 재임 기간법을 위반한 것과 관련이 있다. 7호 소추안은 존슨과 로렌조 토마스가 스탠턴을 축출하기 위해 공모했다고 주장한다. 그들은 스탠턴의 통제하에 있는 "육군부 내의 미국 재산을 무력으로 압류, 탈취, 점유"함으로써 재임 기간법을 위반하여 직무상 중대한 비행을 저질렀다. 7호 소추안은 6호 소추안과 사실상 동일한 공모를 주장했지만, 무력 사용에 대한 주장은 없었다.

#### 7호 소추안에 대한 하원 채택 투표
| 7호 소추안에 대한 하원 채택 투표 | 7호 소추안에 대한 하원 채택 투표 | 7호 소추안에 대한 하원 채택 투표 | 7호 소추안에 대한 하원 채택 투표 | 7호 소추안에 대한 하원 채택 투표 | 7호 소추안에 대한 하원 채택 투표 | 7호 소추안에 대한 하원 채택 투표 |
| [ 45 ] [ 52 ] [ 44 ]             | 당파                             | 당파                             | 당파                             | 당파                             | 당파                             | 총 투표                          |
| [ 45 ] [ 52 ] [ 44 ]             | 민주당 (미국)                    | 공화당 (미국)                    | 보수당                           | 보수 공화당                      | 독립 공화당                      | 총 투표                          |
| -------------------------------- | -------------------------------- | -------------------------------- | -------------------------------- | -------------------------------- | -------------------------------- | -------------------------------- |
| 찬성                             | 000                              | 127                              | 000                              | 000                              | 000                              | 127                              |
| 반대                             | 040                              | 000                              | 000                              | 001                              | 001                              | 042                              |

| 투표            | 투표 총계 |
| --------------- | --------- |
| "찬성" 투표     | 127       |
| "반대" 투표     | 42        |
| 불참/투표 안 함 | 21        |

### 8호 소추안

#### 8호 소추안 본문
미국 대통령 앤드루 존슨은 그의 직무의 중대한 의무와 취임 선서를 망각하고, 주님의 해 1868년 2월 21일 컬럼비아 특별구 워싱턴에서 로렌조 토마스와 불법적으로 공모하여, 육군부의 미국 재산을 압류, 탈취, 점유하려 했으며, 이는 1867년 3월 2일에 통과된 "특정 민간 직위의 재임 기간을 규제하는 법"이라는 법률을 위반하고 무시하려는 의도를 가졌다. 이에 따라 미국 대통령 앤드루 존슨은 해당 직위에서 중대한 비행을 저질렀다.

#### 8호 소추안 요약
8호 소추안은 존슨이 스탠턴 장관을 해임하고 로렌조 토마스를 임명하려 함으로써 육군부의 재산을 불법적으로 압류하려 했다고 고발했다. 이 소추안은 존슨이 육군 장관 스탠턴을 해임하려 시도함으로써 재임 기간법을 위반했다는 점에서 다른 많은 소추안과 유사했다. 그러나 토마스의 임시 임명이 육군부 재산을 불법적으로 통제하려는 의도로 이루어졌다는 주장은 탄핵소추안 중 유일했다.

#### 8호 소추안에 대한 하원 채택 투표
| 8호 소추안에 대한 하원 채택 투표 | 8호 소추안에 대한 하원 채택 투표 | 8호 소추안에 대한 하원 채택 투표 | 8호 소추안에 대한 하원 채택 투표 | 8호 소추안에 대한 하원 채택 투표 | 8호 소추안에 대한 하원 채택 투표 | 8호 소추안에 대한 하원 채택 투표 |
| [ 45 ] [ 53 ] [ 44 ]             | 당파                             | 당파                             | 당파                             | 당파                             | 당파                             | 총 투표                          |
| [ 45 ] [ 53 ] [ 44 ]             | 민주당 (미국)                    | 공화당 (미국)                    | 보수당                           | 보수 공화당                      | 독립 공화당                      | 총 투표                          |
| -------------------------------- | -------------------------------- | -------------------------------- | -------------------------------- | -------------------------------- | -------------------------------- | -------------------------------- |
| 찬성                             | 000                              | 127                              | 000                              | 000                              | 000                              | 127                              |
| 반대                             | 040                              | 000                              | 000                              | 001                              | 001                              | 042                              |

| 투표            | 투표 총계 |
| --------------- | --------- |
| "찬성" 투표     | 127       |
| "반대" 투표     | 42        |
| 불참/투표 안 함 | 21        |

### 9호 소추안

#### 9호 소추안 본문
미국 대통령 앤드루 존슨은 1868년 2월 22일 워싱턴 컬럼비아 특별구에서 헌법과 정당하게 제정된 의회법을 무시하고, 총사령관으로서 당시 워싱턴 부서와 그 군대를 실제로 지휘하고 있던 미국 육군의 준장 윌리엄 H. 에모리를 불러들여, 총사령관으로서 에모리에게 미국법 중 1867년 3월 2일 제정된 "1868년 6월 30일로 끝나는 해의 육군 지원을 위한 예산 책정 및 기타 목적을 위한 법안" 특히 그 제2조가 위헌이며 에모리의 임무에 반하므로 미국 육군 장교로서 그에게 구속력이 없다고 선언하고 지시하였다. 그 조항은 특히 대통령과 육군 장관이 발행하는 모든 군사 작전 관련 명령과 지시는 육군 총장을 통해 발행되어야 하며, 총장이 불가능할 경우 다음 서열의 장교를 통해 발행되어야 한다고 규정하고 있었다. 해당 법률 조항은 이미 미국 육군의 통치와 지시를 위해 총명령으로 정당하게 공포되었으며, 앤드루 존슨은 당시 이를 잘 알고 있었다. 그의 의도는 워싱턴 부서의 사령관으로서 에모리가 해당 법안의 조항을 위반하고, 앤드루 존슨이 발행할 수 있는 명령을 접수하고, 그에 따라 행동하며, 복종하도록 유도하는 것이었다. 이러한 명령은 해당 법안의 조항에 따라 미국 육군 총장을 통해 발행되지 않을 것이었다. 이에 따라 미국 대통령 앤드루 존슨은 당시 공직에서 중대한 직무상 위법 행위를 저질렀으며 유죄였다. 하원은 앞으로 언제든지 앤드루 존슨 미국 대통령에 대한 추가 고발 또는 탄핵 조항을 제시할 자유를 유보하고, 또한 본 조항에 포함된 그에 대한 답변에 응답하고, 그 모든 부분에 대한 증거와 사안이 요구하는 바에 따라 그들이 제시할 모든 다른 조항, 고발 또는 탄핵에 대한 증거를 제시할 자유를 유보하며, 앤드루 존슨이 본 조항에서 그에게 고발된 직무상 중죄와 경범죄에 대해 답변하도록 요구하고, 이에 따라 법과 정의에 부합하는 절차, 심문, 재판 및 판결이 내려지기를 요구한다.

#### 9호 소추안 요약
제9조는 존슨이 윌리엄 H. 에모리 소장에게 대통령과 전쟁장관이 내리는 모든 명령은 "군사 작전과 관련하여... 육군 총장을 통해 내려져야 한다"는 육군 명령법을 위헌이라며 무시하도록 불법적으로 지시함으로써 이 법을 위반했다고 비난하는 데 초점을 맞추었다. 이 조항은 에모리의 증언으로 뒷받침되지 않았다.

#### 9호 소추안에 대한 하원 채택 투표
| 9호 소추안에 대한 하원의 채택 투표 | 9호 소추안에 대한 하원의 채택 투표 | 9호 소추안에 대한 하원의 채택 투표 | 9호 소추안에 대한 하원의 채택 투표 | 9호 소추안에 대한 하원의 채택 투표 | 9호 소추안에 대한 하원의 채택 투표 | 9호 소추안에 대한 하원의 채택 투표 |
| [ 39 ] [ 45 ] [ 54 ] [ 44 ]        | 당파                               | 당파                               | 당파                               | 당파                               | 당파                               | 총 투표수                          |
| [ 39 ] [ 45 ] [ 54 ] [ 44 ]        | 민주당                             | 공화당                             | 보수                               | 보수 공화당                        | 무소속 공화당                      | 총 투표수                          |
| ---------------------------------- | ---------------------------------- | ---------------------------------- | ---------------------------------- | ---------------------------------- | ---------------------------------- | ---------------------------------- |
| 찬성                               | 000                                | 108                                | 000                                | 000                                | 000                                | 108                                |
| 반대                               | 039                                | 000                                | 000                                | 001                                | 001                                | 041                                |

### 10호 소추안
탄핵 조항 초안 작성을 위해 특별히 임명된 선정 위원회에서 작성된 처음 아홉 개의 탄핵 조항과 달리, 제10조는 해당 선정 위원회에 소속되지 않은 의원 벤저민 프랭클린 버틀러가 개별적으로 작성했다. 이 조항은 1868년 3월 2일 버틀러가 제출했을 때 하원에서 처음에는 기각되었으나, 다음 날 탄핵 관리자들의 요청으로 통과되었다.
버틀러는 1868년 3월 2일 처음 이 조항을 제출하면서, 60년 전 대법관 새뮤얼 체이스에 대해 채택된 탄핵 조항 중 하나와 유사하다고 주장했다.

#### 10호 소추안 본문
미국 대통령 앤드루 존슨은 고위 공직의 막중한 의무와 그에 따르는 품위와 적절성, 그리고 미국 정부의 행정부와 입법부 사이에 존재하고 유지되어야 할 조화와 예의를 망각하고, 의회의 정당한 권한과 권력을 무시할 의도를 가지고, 미국 의회와 그 여러 부서들을 불명예, 조롱, 증오, 경멸, 비난에 빠뜨리려 시도했다. 또한 모든 정부 관리가 불가침하게 보존하고 유지해야 할, 의회와 그 입법 권력에 대한 미국 모든 선량한 국민의 존경심을 손상하고 파괴하며, 의회와 의회가 정당하고 합헌적으로 제정한 법률에 대한 미국 모든 선량한 국민의 증오와 분노를 불러일으키려 했다. 그는 이러한 의도와 목적에 따라, 1866년 8월 18일 및 그 이전과 이후의 여러 날짜와 시간에, 미국 국민들이 미국 최고 행정관으로서 앤드루 존슨을 만나고 맞이하기 위해 각기 다른 지역에 모인 다양한 시민 집회에서 공개적으로 큰 소리로 격렬하고 선동적이며 추잡한 비방을 하고, 그 안에서 의회와 의회가 정당하게 제정한 미국 법률에 대해 큰 위협과 비난을 퍼부었으며, 그 자리에 모여 듣고 있던 군중의 외침, 야유, 웃음 속에서 다음과 같은 내용과 취지의 여러 명세가 기록되었다.
"첫 번째 명세. 콜럼비아 특별구 워싱턴에 있는 행정관저에서, 미국 대통령을 찾아온 시민 위원회에 대해, 이전에 즉 1866년 주님의 해 8월 18일, 큰 소리로 미국 의회에 대해 다음과 같은 내용과 취지를 선언했다.
"정부의 행정부에 관한 한, 연방을 회복하고, 균열을 치유하며, 투쟁으로 인한 상처에 기름을 붓고, 일반적인 말로 표현하자면, 현명하고 지혜로운 의사처럼 상처의 범위에 상응하고 치유력을 지닌 반창고를 준비하려는 노력이 이루어졌다. 우리는 부분적으로 성공했다고 생각했으며 지금도 그렇게 생각한다. 그러나 작업이 진행되고 재건이 이루어지는 것처럼 보이며, 나라가 재결합되는 과정에서 우리는 방해하고 움직이는 반대 세력을 발견했다. 그 세력을 언급할 때, 당신들의 집회와 회의 진행 보고서를 전달한 저명한 신사 이상으로 나아가지 않을 것이다. 나는 내가 믿지 않는 언급은 하지 않을 것이며, 시간과 상황이 정당화할 것이다. 우리는 정부의 한 부서에서 평화, 조화, 연합의 회복을 막으려는 모든 노력을 목격했다. 우리는 마치 정부의 가장자리에 걸려 있는 것처럼, 미국 의회라고 불리거나 자칭하는 단체를 보았다. 사실 그것은 단지 일부 주의 의회일 뿐이다. 우리는 이 의회가 연방을 위하는 척하는 것을 보았지만, 그들의 모든 조치와 행동은 분열을 영속시키고 주들의 분열을 피할 수 없게 만드는 경향이 있었다. 우리는 의회가 점진적으로, 한 걸음씩 헌법적 권리를 침해하고, 날마다, 달마다 정부의 근본 원칙을 위반하는 것을 보았다. 우리는 입법의 범위와 한계가 있다는 것을 잊은 듯한 의회를 보았다. 우리는 소수당 의회가, 만약 허용된다면 독재나 군주제로 이어질 권력을 행사하려 하는 것을 보았다."
"두 번째 명세. 이전에 즉 주님의 해 1866년 9월 3일, 오하이오주 클리블랜드에서 시민 및 기타 대중 집회에서, 미국 대통령 앤드루 존슨이 미국 의회에 대해 큰 소리로 다음과 같은 내용과 취지를 선언했다.
"계속하세요. 어쩌면 뉴올리언스에 대해 한두 마디 들으면 더 많이 이해할 수 있을 것입니다. 그리고 만약 뉴올리언스 폭동의 원인을 찾아본다면, 아마도 그렇게 성급하게 "뉴올리언스!"를 외치지는 않을 것입니다. 만약 뉴올리언스 폭동을 조사하여 그 근원과 직접적인 원인을 추적한다면, 누가 그곳에서 흘려진 피에 책임이 있는지 알게 될 것입니다. 만약 뉴올리언스 폭동을 조사하여 공화당 급진파 의회로 거슬러 올라간다면, 뉴올리언스 폭동이 실질적으로 계획되었다는 것을 알게 될 것입니다. 만약 그들의 코커스 회의록을 살펴보면, 그들은 권한이 만료되어 해체된 회의가 소집될 것임을 알고 있었다는 것을 이해할 것입니다. 새로운 정부가 조직될 예정이었고, 그 정부의 조직을 통해 유색 인구라고 불리는 인구의 한 부분을 해방시키고 동시에 백인 남성들의 참정권을 박탈할 의도였다고 말해졌습니다. 뉴올리언스에 대해 이야기할 때는 무엇을 이야기하는지 이해해야 합니다. 그 회의가 열리기 전 금요일과 토요일에 행해진 연설들을 읽고 사실들을 살펴보면, 그 연설들이 선동적이었고, 그 인구, 즉 흑인 인구를 무장시키고 피를 흘릴 준비를 하도록 자극했다는 것을 알게 될 것입니다. 또한 그 회의가 법률을 위반하여 소집되었으며, 그 회의의 의도는 미국 정부가 조직한 루이지애나주의 조직된 당국을 대체하려는 것이었다는 것을 알게 될 것입니다. 그리고 그 반란에 가담한 모든 사람은, 미국 정부가 인정한 민간 정부를 대체하고 전복시키려는 의도를 가진 그 회의에서, 나는 그가 미국 헌법에 대한 반역자였다고 말합니다. 따라서 또 다른 반란이 시작되었고, 그 기원은 공화당 급진파 의회에 있었습니다. 뉴올리언스 폭동에 대해서는 이만하면 충분합니다. 그리고 그곳에 흘려진 피의 원인과 근원이 있었고, 흘려진 피 한 방울 한 방울이 그들의 옷자락에 묻어 있으며 그들은 책임이 있습니다. 저는 이 문제를 좀 더 면밀히 검토할 수 있지만, 오늘 밤 여기서는 하지 않겠습니다. 그러나 당신들이 그런 종류의 절차에서 비롯된 원인과 결과에 대해 이야기할 때, 아마도 제가 여기에 소개되었고 당신들이 이런 종류의 질문을 유발했기 때문에, 비록 저를 자극하지는 않지만, 이 공화당 급진파 의회가 뉴올리언스 및 선거권 확대와 관련하여 행한 몇 가지 유익한 일들을 말씀드리겠습니다. 저는 제가 비방당하고 욕설을 들었다는 것을 알고 있습니다. 저는 이곳뿐만 아니라 다른 곳에서도 제가 정부에 강요하려던 법률에 저항하여 독단적인 권력을 행사하려 했다는 말이 저보다 먼저 나왔다는 것을 알고 있습니다. 제가 그 권력을 행사했으며, 저를 선출한 당을 버렸고, 제가 "해방노예국" 법안이라고 불리는 것을 시도하여 잠시 중단시켰기 때문에 제가 반역자였다는 것을 알고 있습니다. 예, 제가 반역자였습니다. 그리고 저는 비방당했습니다. 저는 중상모략을 당했습니다. 저는 비난을 받았습니다. 저는 가룟 유다와 온갖 욕을 들었습니다. 이제, 나의 동포 여러분, 오늘 밤 여기에서 욕설을 퍼붓는 것은 매우 쉽습니다. 한 사람을 유다라고 부르고 반역자라고 외치는 것은 쉽습니다. 그러나 그가 논증과 사실을 제시하라고 요구받을 때, 그는 종종 부족하다는 것이 드러납니다. 가룟 유다? 유다! 유다가 있었고, 그는 열두 사도 중 한 명이었습니다. 오, 예, 열두 사도에게는 그리스도가 있었고, 그가 열두 사도를 가지고 있지 않았다면 결코 유다를 가질 수 없었을 것입니다. 만약 제가 유다 역할을 했다면, 제가 유다 역할을 한 저의 그리스도는 누구였습니까? 새디어스 스티븐스였습니까? 웬델 필립스였습니까? 찰스 섬너였습니까? 그들은 자신을 구세주와 비교하고, 의견이 다른 모든 사람과 그들의 사악하고 악랄한 정책을 막고 저지하려 하는 사람을 유다라고 비난해야 한다고 말하는 사람들입니다. 음, 여러분에게 말하건대, 만약 여러분이 이 행동에서 저를 지지해준다면, 백성들에게 공정한 기회, 군인과 시민 모두에게 이러한 직책에 참여할 기회를 주려고 노력하는 데 저를 지지해준다면, 신이 원하신다면, 저는 그들을 쫓아낼 것입니다. 가능한 한 빨리 그들을 쫓아낼 것입니다. 결론적으로 말씀드리자면, 제가 말한 것은 제가 말하려던 것입니다. 저는 이것 때문에 자극받지 않았으며, 그들의 위협, 조롱, 야유에는 신경 쓰지 않습니다. 저는 위협에는 신경 쓰지 않으며, 적에게 위협당할 생각도, 친구에게 압도당할 생각도 없습니다. 그러나 신이 원하신다면, 여러분의 도움으로, 그들의 조치 중 어떤 것이든 저에게 올 때마다 저는 그것을 거부할 것입니다."
"위에서 언급된 발언, 선언, 위협 및 비방은 어떤 사람에게든 매우 비난받을 만하며, 특히 미국 최고 행정관에게는 부적절하고 품위 없는 행동이다. 이를 통해 앤드루 존슨은 미국 대통령의 고위 공직을 경멸, 조롱 및 불명예에 빠뜨려 모든 선량한 시민들에게 큰 스캔들이 되었다. 이로써 미국 대통령 앤드루 존슨은 공직에서의 중대한 비행을 저질렀으며, 당시 그 죄를 범했다.

#### 10호 소추안 요약
제10조는 존슨이 "서클 주변 스윙"(Swing Around the Circle) 연설 기간 동안 한 발언들을 다룬다. 이 조항은 존슨이 "미국 의회를 불명예, 조롱, 증오, 경멸, 비난에 빠뜨리려 시도했다"고 고발했다. 그는 "큰 소리로, 격렬하고 선동적이며 추잡한 비방을 하고, 그 안에서 큰 위협과 가혹한 협박을... 의회 [그리고] 의회가 적법하게 제정한 미국 법률에 대해, 당시 모여 듣고 있던 군중의 외침, 야유, 웃음 속에서" 발언했다고 주장했다. 제10조는 명확한 법률 위반을 인용하지 않았다.

#### 1868년 3월 2일 하원 기각
| 1868년 3월 2일 벤저민 프랭클린 버틀러가 제출한 조항에 대한 투표 | 1868년 3월 2일 벤저민 프랭클린 버틀러가 제출한 조항에 대한 투표 |
| [ 15 ] [ 44 ]                                                   | 총 투표수                                                       |
| --------------------------------------------------------------- | --------------------------------------------------------------- |
| 찬성                                                            | 048                                                             |
| 반대                                                            | 074                                                             |

| 투표          | 총 투표수 |
| ------------- | --------- |
| "찬성" 투표수 | 48        |
| "반대" 투표수 | 74        |
| 결석/미투표   | 68        |

#### 10호 소추안에 대한 하원 채택 투표
| 10호 소추안에 대한 하원 채택 투표 (1868년 3월 3일) | 10호 소추안에 대한 하원 채택 투표 (1868년 3월 3일) | 10호 소추안에 대한 하원 채택 투표 (1868년 3월 3일) | 10호 소추안에 대한 하원 채택 투표 (1868년 3월 3일) | 10호 소추안에 대한 하원 채택 투표 (1868년 3월 3일) | 10호 소추안에 대한 하원 채택 투표 (1868년 3월 3일) | 10호 소추안에 대한 하원 채택 투표 (1868년 3월 3일) |
| [ 39 ] [ 45 ] [ 55 ]                               | 정당                                               | 정당                                               | 정당                                               | 정당                                               | 정당                                               | 총 투표수                                          |
| [ 39 ] [ 45 ] [ 55 ]                               | 민주당                                             | 공화당                                             | 보수당                                             | 보수 공화당                                        | 독립 공화당                                        | 총 투표수                                          |
| -------------------------------------------------- | -------------------------------------------------- | -------------------------------------------------- | -------------------------------------------------- | -------------------------------------------------- | -------------------------------------------------- | -------------------------------------------------- |
| 찬성                                               | 000                                                | 088                                                | 000                                                | 000                                                | 000                                                | 088                                                |
| 반대                                               | 031                                                | 012                                                | 000                                                | 001                                                | 001                                                | 045                                                |

| 투표          | 총 투표수 |
| ------------- | --------- |
| "찬성" 투표수 | 88        |
| "반대" 투표수 | 45        |
| 결석/미투표   | 57        |

#### 탄핵 재판에서 10호 소추안의 역할
탄핵 관리자들의 기소 발표 중 여러 증인들이 제10조에 인용된 존슨의 연설에 대해 증언하기 위해 소환되었다. 주로 기자들이었던 여러 개인들은 존슨의 인용된 연설에 대해 증언했다. 예를 들어, 제임스 O. 클리판과 다른 사람들은 1866년 8월 18일 워싱턴 D.C.에서 존슨이 한 연설에 대해 증언하기 위해 기소측에 의해 소환되었다. 당시 그 연설에 대해 속기사 기자로 보고서를 작성했던 클리판은 다른 증인들과 함께 자신들의 보고서 문구가 대통령의 개인 비서인 W. G. 무어 대령에 의해 수정되었다고 증언했다. 무어는 자신의 증언에서 자신이 한 수정은 존슨의 승인 없이 이루어졌으며, 사용된 언어에만 관련되었고, 보고서의 의미를 바꾸지 않았다고 증언했다. 변호측의 발표 중에도 증인들이 인용된 연설에 대해 증언하기 위해 소환되었다. 예를 들어, 당시 더 플레인 딜러의 기자였던 윌리엄 W. 암스트롱은 존슨의 클리블랜드 연설에 대해 증언했으며, 변호측은 존슨이 그 연설 동안 군중에게 끊임없이 방해받았고 많은 무질서한 개인이 청중에 있었다는 것을 증명하려 했다. 다른 증인들은 제10조에 인용된 다른 연설에 대해 증언하기 위해 변호측에 의해 소환되었다.

### 11호 소추안

#### 11호 소추안 본문
미국 대통령 앤드루 존슨은 그의 직무의 높은 의무와 그의 취임 선서를 망각하고 미국 헌법과 법률을 무시하고, 이전인 1866년 8월 18일 워싱턴 시 콜롬비아 특별구에서 공개 연설을 통해 미국 제39대 의회는 헌법이 입법권을 행사하도록 승인한 미국 의회가 아니며, 오히려 일부 주의 의회일 뿐이라고 실질적으로 선언하고 확언함으로써, 상기 의회의 입법이 본인 앤드루 존슨에게 그가 승인하기에 적절하다고 판단하는 범위 내에서만 유효하거나 의무적임을 부인하고 부인하려 하였으며, 또한 미국 헌법의 개정안을 제안하는 상기 제39대 의회의 권한을 부인하였다. 그리고 상기 선언에 따라, 미국 대통령 앤드루 존슨은 이후인 1868년 2월 21일 워싱턴 D.C.에서 법률이 충실히 집행되도록 주의해야 한다는 헌법의 요구 사항을 불법적으로 무시하고, 1867년 3월 2일에 통과된 "특정 민간 직위의 재직권을 규제하는 법률"이라는 법률의 집행을 방해하려 하였는데, 이는 앤드루 존슨이 에드윈 M. 스탠턴을 전쟁부 장관 직위에서 이전에 정직시켰으나 상원이 동의를 거부하였음에도 불구하고, 그가 에드윈 M. 스탠턴이 즉시 전쟁부 장관 직무를 재개하는 것을 방해할 수 있는 수단을 불법적으로 고안하고 계획하고 고안하고 계획하려 함으로써 이루어졌다. 또한, 앤드루 존슨은 1867년 3월 20일에 승인된 "1868년 6월 30일에 종료되는 회계연도 동안 군대 지원을 위한 예산을 책정하는 법률 및 기타 목적을 위한 법률"이라는 법률의 집행을 방해하기 위해 당시 그곳에서 불법적으로 수단을 고안하고 계획하고 고안하고 계획하려 하였다. 그리고 1867년 3월 2일에 통과된 "반란 주를 보다 효율적으로 통치하기 위한 법률"이라는 법률의 집행을 방해하려 하였다. 이에 미국 대통령 앤드루 존슨은 당시인 1868년 2월 21일 워싱턴 시에서 직무상 중대한 경범죄를 저질렀고 유죄였다.

#### 11호 소추안 요약
제11조는 사실상 처음 9개 조항의 재진술을 제공했다. 처음 8개 조항과 마찬가지로, 제11조는 존슨이 전쟁부 장관 스탠턴을 해임하려 함으로써 재직권법을 위반한 것과 관련이 있었다. 또한, 존슨이 재건되지 않은 남부 주들이 연방에 재편입되지 않았다는 이유로 제39대 의회가 입법할 권한에 대해 불법적으로 그리고 비헌법적으로 이의를 제기함으로써 "법률이 충실히 집행되도록 주의해야 한다"는 취임 선서를 위반했다고 고발했다. 또한, 존슨이 군대 지휘법의 조항(1867년 군대 예산법의 한 조항으로, 군에 대한 행정 명령이 육군 장군을 통해 발행되어야 한다고 지시)을 집행하지 못하도록 계획했으며, "반란 주를 보다 효율적으로 통치하기 위한 법률"이라는 법률의 집행을 방해했다고 고발했다. 이는 이 조항이 존슨의 스탠턴 해임 노력과 관련된 혐의와 정치적 혐의를 결합했다는 것을 의미했다. 이 조항은 또한 존슨이 재건되지 않은 주와 관련된 입법인 “반란 주를 보다 효율적으로 통치하기 위한 법률”의 집행을 방해하는 행위를 했고, 존슨이 군대 지휘법을 위반했다는 혐의도 포함했다.
탄핵 관리자들은 다른 조항들이 실패할 경우, 다른 조항들에 포함된 다양한 혐의들을 통합함으로써 이 조항이 성공할 수 있기를 바랐는데, 그 이론은 한 가지 혐의는 받아들이지만 다른 혐의는 받아들이지 않는 상원의원들이 해당 혐의들을 결합한 단일 결의안에 모두 투표할 것이라는 것이었다. 이전의 미국 연방 탄핵 사례 중에는 여러 혐의를 하나의 조항으로 결합한 유사한 "포괄적" 탄핵 조항이 없었다. 그러나 이후의 일부 연방 탄핵 사례에는 여러 혐의를 하나의 조항으로 결합한 유사한 조항이 포함되었다.

#### 11호 소추안에 대한 하원 채택 투표
| 11호 소추안에 대한 하원 채택 투표 | 11호 소추안에 대한 하원 채택 투표 | 11호 소추안에 대한 하원 채택 투표 | 11호 소추안에 대한 하원 채택 투표 | 11호 소추안에 대한 하원 채택 투표 | 11호 소추안에 대한 하원 채택 투표 | 11호 소추안에 대한 하원 채택 투표 |
| [ 39 ] [ 45 ] [ 56 ]              | 당                                | 당                                | 당                                | 당                                | 당                                | 총 투표수                         |
| [ 39 ] [ 45 ] [ 56 ]              | 민주당                            | 공화당                            | 보수당                            | 보수 공화당                       | 독립 공화당                       | 총 투표수                         |
| --------------------------------- | --------------------------------- | --------------------------------- | --------------------------------- | --------------------------------- | --------------------------------- | --------------------------------- |
| 찬성                              | 000                               | 109                               | 000                               | 000                               | 000                               | 109                               |
| 반대                              | 030                               | 000                               | 000                               | 001                               | 001                               | 032                               |

| 투표        | 총 투표수 |
| ----------- | --------- |
| "찬성" 투표 | 109       |
| "반대" 투표 | 32        |
| 불참/미투표 | 58        |

## 내용주
- ^α  스카일러 콜팩스는 하원의장으로 재직하고 있었다. 하원 규칙에 따르면, "하원의장은 그러한 투표가 결정적이거나 하원이 투표로 참여할 때를 제외하고는 통상적인 입법 절차에서 투표할 필요가 없다."[65]